# 1980年代の日本
1980年代の日本（1980ねんだいのにほん）では、1980年代の日本の出来事・流行・世相などについてまとめる。
日本の元号では、昭和55年から昭和64年/平成元年に当たる。

## 出来事
世界的な動きが加速する中、戦後日本経済は80年代後半におけるバブル経済によって絶頂期を迎える。

### 1980年
- 4月1日
  - 広島市が10番目の政令指定都市に移行[書籍 1]。
  - 大塚製薬から「ポカリスエット」が発売される。
- 4月23日 - 朝日新聞東京本社が東京都千代田区有楽町の旧社屋から東京都中央区築地の新社屋に移転。
- 4月25日 - 一億円拾得事件[書籍 2]。
- 5月19日 - ハプニング解散[書籍 3][書籍 4]：自民党の党内抗争によって内閣不信任案が可決され解散総選挙となるが、その期間中に大平正芳首相が急死。後任は鈴木善幸。
- 5月28日 - プロ野球で張本勲（ロッテオリオンズ）が史上初の3000本安打を達成する。
- 7月3日 - イエスの方舟事件[書籍 5]。
- 7月25日 - ルービックキューブが日本で発売[Web 1]。
- 8月16日 - 静岡駅前地下街爆発事故[書籍 2]。死傷者200人以上。
- 8月19日 - 新宿西口バス放火事件[書籍 2]。
- 10月1日 - 昭和55年国鉄大ダイヤ改正実施。
- 10月21日 - プロ野球で長嶋茂雄が読売巨人軍監督を辞任[書籍 6]。後任には藤田元司就任。
- 11月4日 - プロ野球で王貞治（読売巨人軍）が現役引退[書籍 7]。
- 11月20日 - 川治プリンスホテル火災[書籍 8]。45人の死者を出す戦後3番目の大惨事に。
- 11月29日 - 川崎市で金属バット両親殺害事件発生[書籍 2][書籍 9]。
- ゆとり教育が実施される。
- 東大寺大仏殿の修理工事が完了する。

### 1981年
- 2月5日 - 寺尾聰のシングル「ルビーの指環」が発売。
- 2月15日 - 日本劇場が閉館[書籍 10]。
- 2月23日 - ローマ教皇ヨハネ・パウロ2世が来日[書籍 11][書籍 12]。
- 3月2日 - 中国残留孤児が初来日[書籍 13][書籍 14]。
- 3月20日 - 神戸市でポートピア'81が開幕（- 9月15日）[書籍 11][書籍 15]。
- 3月31日 - 1970年代に活躍したアイドルユニットのピンク・レディーが解散（→2010年に正式に再結成する）。
- 5月16日 - フジテレビでお笑いバラエティ番組「オレたちひょうきん族」放送開始。
- 8月22日 - 台湾で遠東航空機墜落事故発生。作家向田邦子などが犠牲になる[書籍 16]。
- 9月25日 - フジテレビで開局以来続いたトーク番組「スター千一夜」が放送終了、22年半の歴史に幕。
- 10月1日 - 東京12チャンネルが「テレビ東京」に社名変更。
- 10月16日 - 北炭夕張新炭鉱ガス突出事故発生[書籍 11][書籍 17]。
- 10月19日 - 福井謙一が日本人初のノーベル化学賞を受賞[書籍 11][書籍 17]。
- 大相撲で千代の富士貢が横綱に昇進する。
- 浅草サンバカーニバルが開幕。
- 大相撲で大関の貴ノ花利彰・横綱の輪島大士、三重ノ海剛司が現役を引退。
- フジテレビで「Dr.スランプ アラレちゃん」というタイトルで「Dr.スランプ」をアニメ化。大ヒットし、テレビアニメ歴代視聴率3位を記録する。

### 1982年
- 2月8日 - ホテルニュージャパン火災[書籍 18][書籍 19]。
- 2月9日 - 日本航空350便墜落事故発生[書籍 18][書籍 19]。
- 3月1日 - テレビ東京で初の地方系列局、テレビ大阪が開局。
- 4月1日 - 500円硬貨発行。
- 6月23日 - 東北新幹線開業[書籍 20][書籍 21]。
- 7月21日 - 女性デュオあみんの「待つわ」が発売。
- 7月23日 - 長崎大水害[書籍 18][書籍 22]。
- 8月19日 - 松山ホステス殺害事件。
- 10月1日 - 最初のコンパクトディスクプレーヤー (CDP-101) とCDソフトをソニーが発売。
- 10月13日 - NECがパーソナルコンピュータPC-9801を発売。
- 10月18日 - 三越事件で社長の岡田茂が逮捕[書籍 23]。
- 11月10日 - 中央自動車道が全線開通。
- 11月15日 - 上越新幹線開業[書籍 20][書籍 24]。
- 11月27日 - 鈴木善幸首相辞任、第1次中曽根内閣が発足[書籍 20][書籍 25]。
- 12月23日 - テレホンカード発売[書籍 26]。
- タモリ司会の番組「笑っていいとも!」（フジテレビ）と「タモリ倶楽部」（テレビ朝日）が放送開始。
- プロ野球のロッテオリオンズの落合博満が28歳10ヵ月の最年少三冠王を達成する。
- 漫画界の聖地と呼ばれるトキワ荘が解体。
- 人工知能コンピュータの開発を目指す国家プロジェクト（財）新世代コンピュータ開発機構 (ICOT) 設立。

### 1983年
- 1月9日 - 初代農林水産大臣・中川一郎代議士が自殺する[書籍 27]。
- 2月13日 - ハワイアン・オープンで青木功が日本人初のアメリカPGAツアー優勝を果たす。
- 3月24日 - 中国自動車道が全線開通[書籍 28]。
- 4月3日 - 「キン肉マン」が日本テレビ系列でアニメ化放送される。キン肉マンのキャラクター人形キン消しブームが起こる。
- 4月15日 - 東京ディズニーランド開園[書籍 29][書籍 30]。
- 5月26日 - 日本海中部地震[書籍 29][書籍 31]。(M7.7)
- 6月13日 - 戸塚ヨットスクール事件が起こり、校長の戸塚宏や他のコーチらが生徒に対する監禁・傷害致死により逮捕される[書籍 29][書籍 32]。
- 7月15日 - 任天堂から家庭用ゲーム機「ファミリーコンピュータ」（ファミコン）が発売[書籍 33]。
- 10月3日 - 三宅島大噴火[書籍 29][書籍 34]。
- 10月12日 - ロッキード事件の公判で元首相の田中角栄に実刑判決[書籍 35][書籍 36]。
- NHK朝の連続テレビ小説「おしん」が最高視聴率62.9%を更新し連続ドラマ視聴率の日本記録をマークする（更新中）。

### 1984年
- 1月9日 - 日経平均株価が終値ではじめて1万円を突破[書籍 35][書籍 37]。
- 2月1日 - 日本国有鉄道が貨物列車の大幅削減を伴う昭和59年国鉄ダイヤ改正実施。
- 2月12日 - 植村直己がアラスカのマッキンリーに登頂達成後、下山途中に消息不明に[書籍 29][書籍 38]。後に国民栄誉賞が贈られる[書籍 39]。
- 3月11日 - アニメ映画『風の谷のナウシカ』（宮崎駿監督）劇場公開。
- 4月6日 - 大正から昭和にかけて時代劇を中心に活躍した俳優の長谷川一夫が死去。後に国民栄誉賞が贈られる。
- 3月18日 - グリコ・森永事件[書籍 40][書籍 41]。
- 5月20日 - 大相撲で初の外国人関取である高見山大五郎が現役を引退[書籍 42]。
- 9月19日 - 東京・永田町の自民党本部が放火され炎上（自由民主党本部放火襲撃事件）[書籍 43][書籍 44]。
- 9月23日 - 蔵前国技館が31年目にして閉幕[書籍 45]。
- 10月19日 - 西明石駅構内で列車衝突事故（西明石駅列車脱線事故）[書籍 46]。
- 11月1日
  - 新紙幣発行[書籍 43]。「1万円札福澤諭吉」「5千円札新渡戸稲造」「千円札夏目漱石」[書籍 47]。
  - 第2次中曽根改造内閣発足[書籍 43][書籍 47]。
- 11月11日 - シンボリルドルフが菊花賞を勝ち、前年のミスターシービーに続き2年連続、日本競馬史上4頭めの三冠馬となる。（無敗の三冠馬は史上初）
- 11月16日 - 東京都世田谷区の通信ケーブル火災で電話などがマヒ[書籍 40][書籍 48]。
- 11月20日 - 週刊少年ジャンプの漫画「ドラゴンボール」（鳥山明）が連載開始。
- 12月7日 - 高級ディスコ麻布十番マハラジャがオープン。社会現象と呼ばれるほどの人気を博した。80年代後半のバブル経済期に高級ディスコブームを巻き起こす元祖となる。
- 12月20日 - 電電公社民営化法案成立[書籍 43][書籍 49]。
- オーストラリアからコアラ6頭が贈られて日本に初めて上陸。コアラブームに（これにちなみコアラのマーチが発売された）。
- ロサンゼルスオリンピック開催。柔道の山下泰裕が金メダルを獲得。後に山下に国民栄誉賞が贈られる。
- 日本の平均寿命が男女とも世界一に。
- 日本学術ネットワークJUNETの運用開始。日本のインターネットの礎となった。
- フジテレビで夕方のワイドニュース番組「FNNスーパータイム」放送開始。テレビ各局で「ニュース戦争」が勃発する。

### 1985年
- 1月1日 - シェル石油と昭和石油が合併し、商号を昭和シェル石油に変更。
- 1月9日 - 新生両国国技館が完成する[書籍 50]。
- 1月15日 - 横綱の北の湖敏満が現役を引退[書籍 51]。
- 1月27日 - 暴力団山口組の竹中正久組長・中山勝正若頭が射殺される。（山一抗争）
- 3月8日 - 芦屋市幼児誘拐事件が発生。
- 3月16日 - 国際科学技術博覧会（つくば万博）開催[書籍 52][書籍 53]。
- 3月21日 - 日本初のエイズ患者を認定[書籍 54]。
- 4月1日 - 日本電信電話公社（電電公社）が日本電信電話株式会社 (NTT) に、日本専売公社が日本たばこ産業株式会社 (JT) に民営化[書籍 55][書籍 56]。
- 5月17日男女雇用機会均等法が成立[書籍 54][書籍 57]。
- 6月17日 - 柔道の山下泰裕が全日本柔道選手権大会で9連覇を達成し203連勝のまま現役を引退[書籍 58]。
- 6月18日 - 豊田商事事件。豊田商事の永野一男会長が報道陣の目の前で暴漢に殺害される（豊田商事会長刺殺事件）[書籍 58]。
- 8月12日 - 日本航空123便墜落事故発生。歌手の坂本九らを含む乗客520人が死亡。日本の航空機事故では史上最悪の大惨事となった[書籍 54][書籍 59]。
- 8月15日 - 中曽根康弘首相が終戦の日に靖国神社を参拝する[書籍 55][書籍 59]。
- 9月 - NTT、最初のハンディタイプ携帯電話機「ショルダーホン」発売。
- 9月11日
  - ロス疑惑の三浦和義容疑者が逮捕[書籍 60]。
  - 女優の夏目雅子が死去[書籍 61]。
- 9月22日 - G5がプラザ合意声明[書籍 60]。日本ではその後のバブル景気の原因のひとつになる。
- 9月28日 - TBSで16年間放送されたザ・ドリフターズ出演のバラエティ番組「8時だョ!全員集合」が放送終了。
- 10月1日 - 花王石鹸株式会社、「花王株式会社」に社名変更。
- 10月2日 - 関越自動車道が全線開通（前橋IC - 湯沢IC）[書籍 62]。
- 10月4日 - 東京で56年ぶりに震度5の揺れを観測[書籍 62]。当時戦後において東京は震度5以上の地震を一度も経験しておらず、また地震発生時帰省ラッシュだったため、交通状態が非常に悪かった。
- 10月7日 - テレビ朝日で久米宏をキャスターに起用した報道番組「ニュースステーション」放送開始。
- 10月12日 - フジテレビ系列のアニメ番組「ゲゲゲの鬼太郎 (第3シリーズ)」放送開始。
- 10月16日 - テレビ朝日「アフタヌーンショー」で放送された中学生のリンチシーンがやらせであることが発覚し、やらせを示唆したディレクターが逮捕され、同番組も打ち切りとなる。
- 11月2日 - 日本プロ野球の阪神タイガースが日本シリーズで西武ライオンズを破り、球団設立51年目にして初の日本一に輝く[書籍 63]。
- 11月29日 - 過激派による国電同時多発ゲリラ事件。首都圏、大阪を初め各地で線路のケーブルが切断されダイヤが混乱。600万人に影響が出る[書籍 54][書籍 64]。
- 12月28日 - 第2次中曽根第2次改造内閣発足[書籍 55][書籍 65]。
- ソフトウェアの生産向上を目指す国家プロジェクトΣプロジェクト開始。

### 1986年
- 2月1日 - 中野富士見中学いじめ自殺事件が起こる[書籍 66][書籍 67]。
- 2月21日 - 当時は世界最長寿とされた泉重千代が120歳で死去(105歳説あり)[書籍 68]。
- 4月1日 - 男女雇用機会均等法施行[書籍 66][書籍 69]。
- 4月8日 - 当時のアイドル歌手・岡田有希子が東京都新宿区内のビルで、飛び降り自殺[書籍 66][書籍 70]。その後、ファンの後追い自殺が相次ぎ、国会でも取り上げられるなど社会問題化する[書籍 66][書籍 70]。ちなみに、この年の10〜14歳の自殺者数は戦後以来最多となった。また、自殺者総数でも1997年以前ではこの年が戦後最多だった。
- 5月27日 - ファミリーコンピュータ用ソフト「ドラゴンクエスト」発売。
- 6月1日 - 上野動物園のジャイアントパンダ、トントン誕生。
- 6月5日 - 新潟県佐渡島のトキが2羽に。
- 7月6日 - 第38回衆議院議員総選挙・第14回参議院議員通常選挙の同時選挙[書籍 71][書籍 72]。
- 7月22日 - 第3次中曽根内閣発足[書籍 71][書籍 73]。
- 9月6日 - 社会党、土井たか子が主要政党で日本初の女性党首に[書籍 71][書籍 74]。
- 10月24日 - テレビ朝日の音楽番組「ミュージックステーション」が放送開始。
- 11月1日 - 道路交通法改正、自動車の一般道路におけるシートベルトの着用が原則義務化[書籍 75]。
- 11月15日 - 伊豆大島三原山が大噴火。全島民が避難[書籍 76]。
- 12月9日 - ビートたけしとたけし軍団によるフライデー襲撃事件が起こる[書籍 77]。
- 12月28日 - 山陰線余部鉄橋列車転落事故[書籍 66][書籍 78]。
- 急激な円高によるプラザ合意不況・半導体不況。
- 週刊少年ジャンプ の漫画「ジョジョの奇妙な冒険」（荒木飛呂彦）が連載開始。

### 1987年
- 3月30日 - 安田火災がゴッホの「ひまわり」を53億円で落札する[書籍 79][書籍 80]。
- 3月31日 - 三井物産マニラ支店長誘拐事件の誘拐被害者である若王子信行が解放される[書籍 81]。
- 4月1日 - 国鉄が分割・民営化、JRグループが発足[書籍 82][書籍 80]。
- 5月3日 - 朝日新聞社阪神支局襲撃事件（赤報隊事件）[書籍 79][書籍 83]。
- 5月10日 - 帝銀事件の容疑者とされる平沢貞通が39年間の獄中の末に死去[書籍 84]。
- 6月13日 - プロ野球選手の衣笠祥雄（広島）がルー・ゲーリッグの持つ連続出場記録2130試合の記録を塗り替える世界連続出場記録を樹立（引退まで2215試合出場）[書籍 79][書籍 85]。後に国民栄誉賞が贈られる。
- 7月17日 - 戦後を代表する俳優の石原裕次郎が死去。
- 9月9日 - 東北自動車道が全線開通[書籍 86]。
- 10月12日 - 利根川進が日本人初のノーベル生理学・医学賞を受賞[書籍 79][書籍 87]。
- 10月30日 - NEC-HEとハドソンが共同開発したゲーム機「PCエンジン」が発売。
- 11月6日 - 竹下内閣発足[書籍 82][書籍 88]。
- 11月8日 - 後楽園球場が50年目にして閉場する。
- 12月17日 - 千葉県東方沖地震[書籍 89]。
- 12月31日 - 所属部屋とのトラブルで失踪していた大相撲の横綱双羽黒光司が廃業を発表。
- 土地や証券の投機が経済全体に波及。いわゆるバブル経済が1991年まで続く。
- 日経平均株価が終値ではじめて2万円を突破。
- 大相撲で小錦八十吉が外国人で史上初の大関に昇進する。
- フジテレビが地上波テレビ局としては初の24時間放送（終夜放送）を開始。
- 歌手マイケル・ジャクソンとマドンナが来日公演を行う。

### 1988年
- 3月13日
  - 青函トンネル開通[書籍 90][書籍 91]。
  - 一本列島：本州と北海道・四国を結ぶJRの鉄道路線も開通し、JRグループ初となる大幅なダイヤ改正を実施。
- 3月17日 - 東京ドームが完成[書籍 92][書籍 93]。
- 3月18日 - 名古屋妊婦切り裂き殺人事件。
- 4月10日 - 瀬戸大橋開通[書籍 90][書籍 94]。
- 6月18日 - 新聞の報道によりリクルート事件が発覚[書籍 95]。
- 7月23日 - なだしお事件[書籍 92][書籍 96]。
- 9月14日 - ダイエーはプロ野球球団・南海ホークス（パ・リーグ）を南海電気鉄道から買収することを発表。翌シーズンからチーム名は「福岡ダイエーホークス」に改称。
- 10月3日 - 日本テレビ系列のアニメ番組「それいけ!アンパンマン」放送開始。
- 10月19日 - オリエント・リースは阪急ブレーブスを阪急電鉄から買収することを発表。オリエント・リース社は翌1989年4月に会社名を「オリックス」に変更し、チーム名も「オリックス・ブレーブス」となった[書籍 97]。
- 12月27日 - 竹下改造内閣発足[書籍 90][書籍 98]。
- 昭和天皇の病気が報道され、日本各地で祭行事やイベントの自粛・延期が相次ぐ。
- 日経平均株価が終値ではじめて3万円を突破。
- 大相撲で横綱千代の富士貢が53連勝を達成する
- テトリスがセガよりアーケードゲーム版として発売される。

### 1989年
- 1月7日 - 昭和天皇が病気のため崩御[書籍 98]。翌8日、昭和（1926年 - 1989年）から平成へ改元(戦後初の改元)。
- 2月9日 - 戦後を代表する漫画「鉄腕アトム」で知られる国民的漫画家・手塚治虫が死去。
- 3月2日 - 佐賀県神埼郡吉野ヶ里町で弥生時代の遺跡だと推定される吉野ヶ里遺跡が発掘される[書籍 92]。
- 3月29日 - 女子高生コンクリート詰め殺人事件発覚。
- 4月1日 - 消費税スタート[書籍 90]。
- 4月21日 - 任天堂の携帯型ゲーム機「ゲームボーイ」が発売。
- 4月27日 - 松下電器産業（現・パナソニック）創業者の松下幸之助が死去。
- 6月2日 - リクルート事件で竹下内閣総辞職し[書籍 99][書籍 100]、6月3日に宇野内閣発足。
- 6月24日 - 戦後を代表する女性歌手の美空ひばりが死去[書籍 101]。後に女性としては初の国民栄誉賞を受賞する。
- 7月23日
  - 第15回参議院議員通常選挙[書籍 99]。自民党大敗により宇野宗佑首相辞意表明[書籍 101]。
  - 東京・埼玉連続幼女誘拐殺人事件：東京都八王子市で宮﨑勤が幼い姉妹を狙った強制わいせつで現行犯逮捕。
- 8月10日
  - 第1次海部内閣内閣発足。
  - 宮崎勤が「東京・埼玉連続幼女誘拐殺人事件」への関与を自供[書籍 102]。
- 9月27日 - 横浜ベイブリッジ開通。
- 11月4日 - オウム真理教問題を追及していた弁護士・坂本堤とその一家がオウム真理教幹部により殺害される。（→坂本堤弁護士一家殺害事件）
- 12月29日 - 日経平均株価が史上最高値38,915円を記録[書籍 103]。

## 戦争と政治

### 政治
大平内閣
- 第2次大平内閣

鈴木善幸内閣
- 鈴木善幸内閣 （改造内閣）

中曽根内閣
- 第1次中曽根内閣
- 第2次中曽根内閣 （第1次改造内閣 - 第2次改造内閣）
- 第3次中曽根内閣

竹下内閣
- 竹下内閣 （改造内閣）

1989年の内閣
- 宇野内閣
- 第1次海部内閣

1980年代の内閣総理大臣

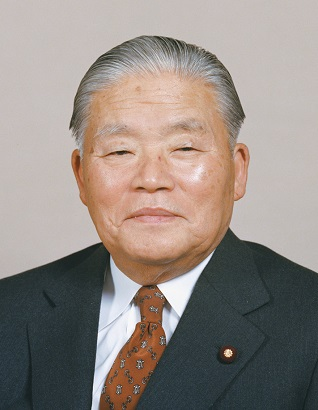
大平正芳 （-1980年）
鈴木善幸 （1980年-1982年）
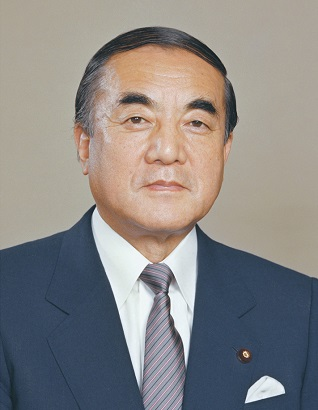
中曽根康弘 （1982年-1987年）
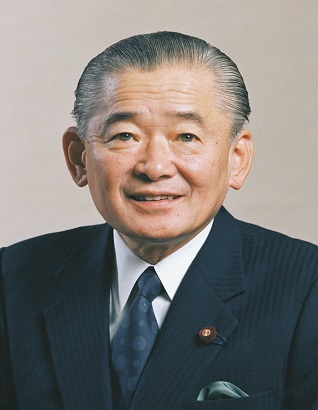
竹下登 （1987年-1989年）
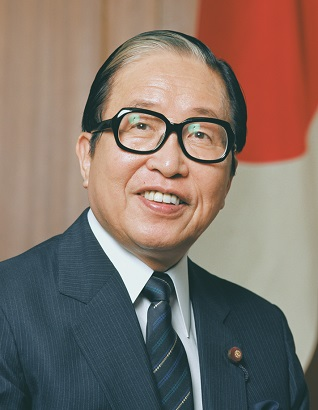
宇野宗佑 （1989年）
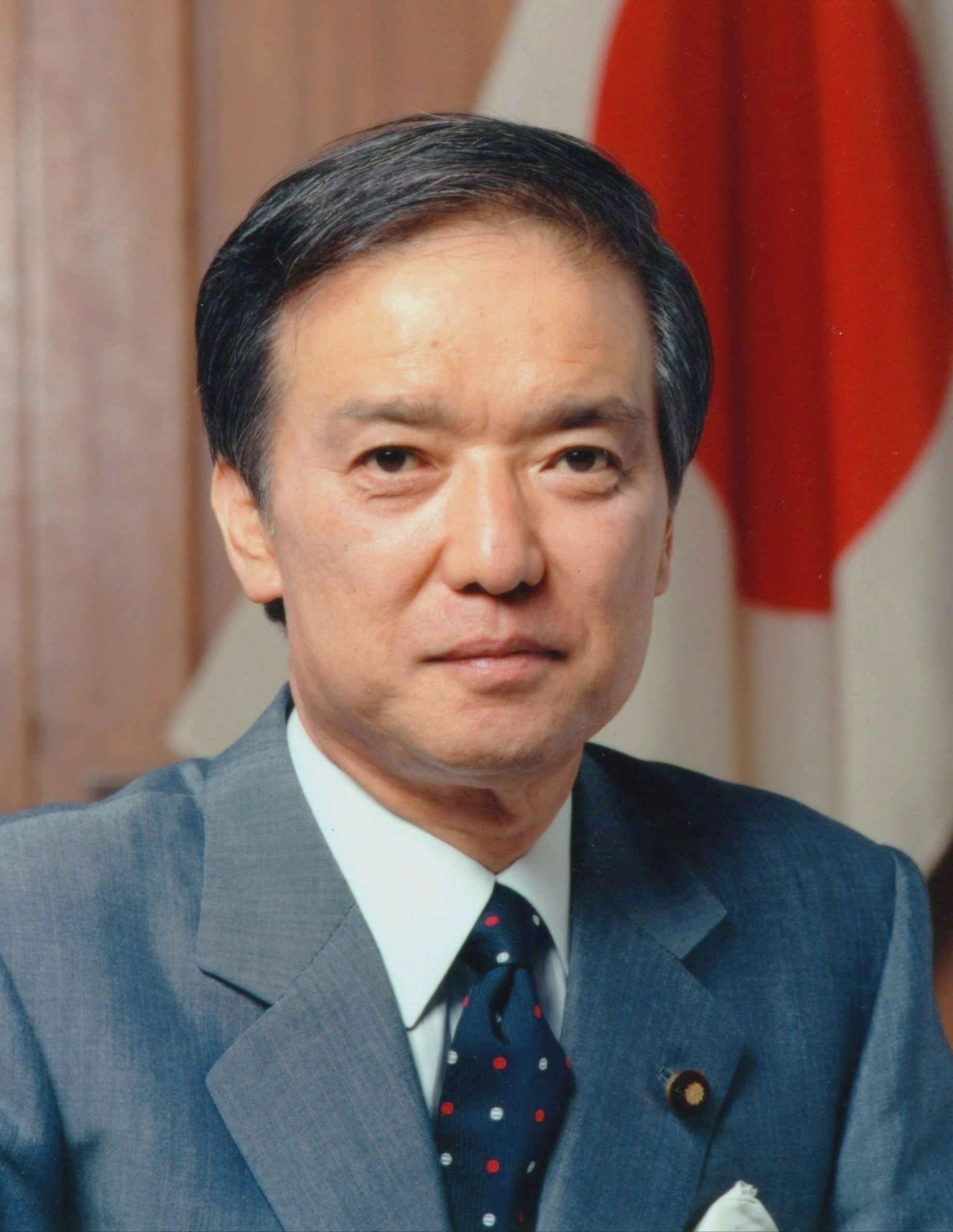
海部俊樹 （1989年-）

## 社会
- 全国で校内暴力が発生し、中学校におけるいじめが陰湿化・暴力化する。
- 山口組三代目組長田岡一雄の死（1981年死去）に伴い組長の後継者争いで山口組四代目と一和会に分裂し山一抗争が起こる。
- 国内外での赤軍による活動が下火を迎える。
- 1980年代後半に入ると、少子化が深刻化しはじめる。1984年には1.84だった合計特殊出生率は、1989年には過去最低の1.57まで下落し、出生数も1980年代前半の150万人台から、1989年には124万人に減少している。
- 国鉄の赤字ローカル線（特定地方交通線）の廃止が進められる（1983年 - 1990年）。これを受けて第三セクター鉄道が全国各地で設立される。
- ダイエー・マルエツ・イトーヨーカ堂などの大手のスーパーマーケットやショッピングセンターの普及と土地価額の急上昇がきっかけで、全国各地の商店街にシャッター通りが存在するようになる。

### 経済
- ビジネス向けのパソコンが出現し、オフィスや家庭にワープロが普及。オフィスのOA化が進展した。
- ラップトップパソコンが現れ、1989年以降はノートパソコンへ取って代わられる。
- 全国にコンビニエンスストアが普及する。
- 円高が進行し、中盤まで低成長時代。後半には超低金利政策によるバブル景気が発生、大都市圏で地価が極端に急上昇し、株価も急上昇する。
- 円高や貿易摩擦を背景に日本企業の間で北米や東アジアなど海外に生産拠点を移す動きが活発化。

## 災害
- 1980年（昭和55年）12月～1981年（昭和56年）3月 - 五六豪雪　死者133名、行方不明者19名。
- 1982年（昭和57年）7月～8月 - 昭和57年7月豪雨（長崎大水害）と昭和57年台風第10号　死者427名、行方不明者12名。
- 1983年（昭和58年）
  - 5月26日 - 日本海中部地震　死者104名。
  - 7月 - 昭和58年7月豪雨　死者112名、行方不明者5名。
  - 10月3日 - 三宅島噴火　住宅焼失400棟、人的被害なし。
- 1983年（昭和58年）12月～1984年（昭和59年）3月 - 五九豪雪　死者131名。
- 1984年（昭和59年）9月14日 - 長野県西部地震　死者29名。
- 1986年（昭和61年）11月15日～12月 伊豆大島噴火　住民全員が島外避難、人的被害なし。

## 文化と芸術

### 流行
- 女子大生ブーム。
- 価値観の世代ギャップを表現した言葉「新人類」が流行語に。
- 女子中高生の間で少女小説が人気になり、1990年代のライトノベル定着の布石に。
- 女性漫画家が少年誌・青年誌や成人向け漫画に作品を執筆することが一般化した。
- 女子中高生の間で変体少女文字（丸文字）の流行が全盛を極める。

前半
- なめ猫等に代表される不良ブーム
- ロリコンブーム。
- アングラ演劇と呼ばれた小劇団が市民権を得、小劇場ブームが起こる。
- 1960年前後に生まれた若者の間から、いわゆるおたく層が発生。

後半
- アダルトビデオが登場し、ポルノ映画が衰退する。
- 東京・埼玉連続幼女誘拐殺人事件以来、おたくが注目を集めるようになる。
- アナログレコードからコンパクトディスクへの過渡期を迎え、音楽シングルの売上が一時期低迷する。
- 高級ディスコチェーンマハラジャが大ブーム。1989年にはハワイ店を出店。
- 円高を背景に私立高校では、修学旅行の行き先に海外を選ぶ学校が増加する。

#### ファッション
- オリーブ少女

前半
- 女性の間でアイドルを意識・模倣したファッションが流行し、聖子ちゃんカット・ロングスカートが流行する。
- 竹の子族

後半
- 女性の間で髪型のポニーテール・ストレートヘアが流行

### 建築

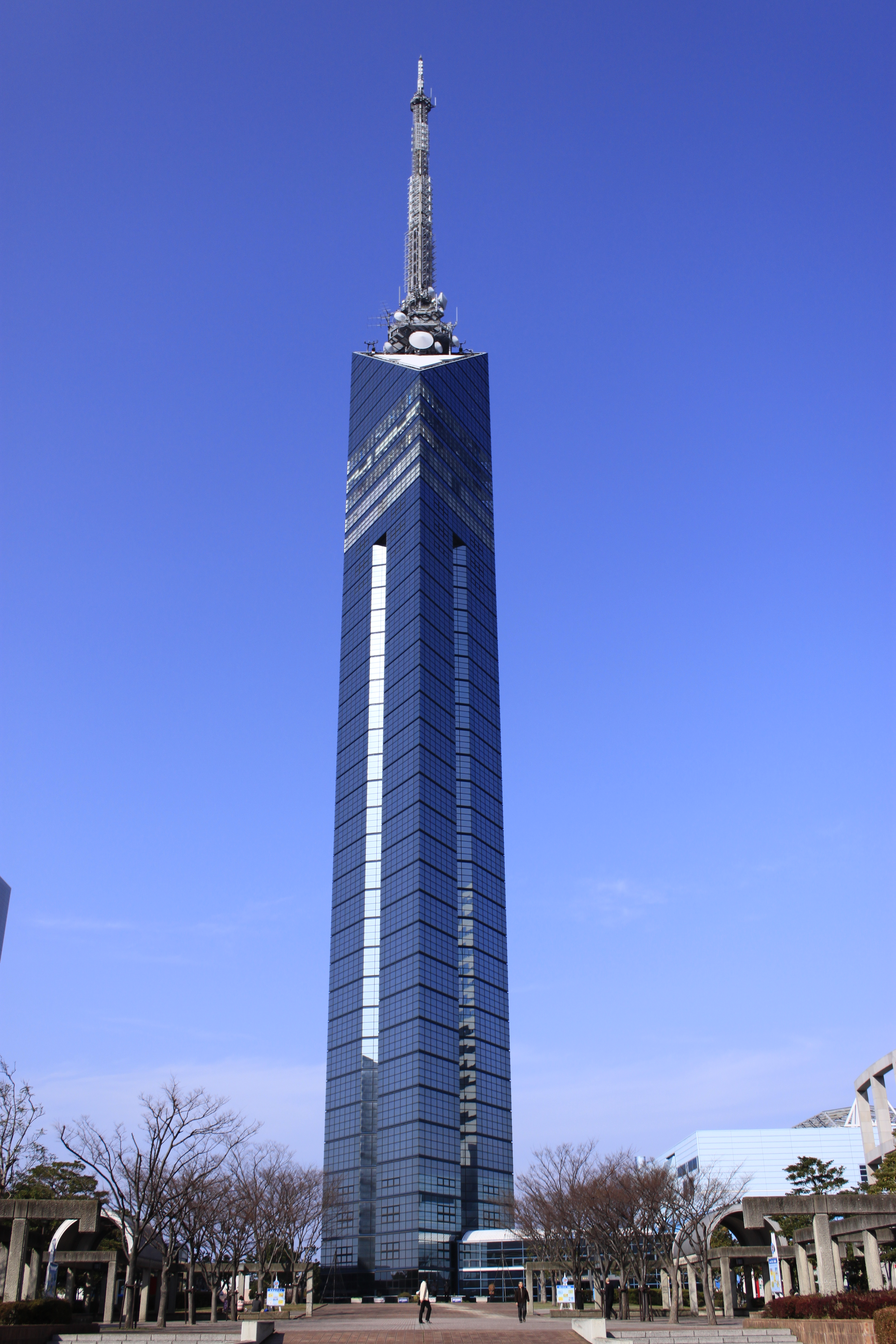
福岡タワー（1989年）

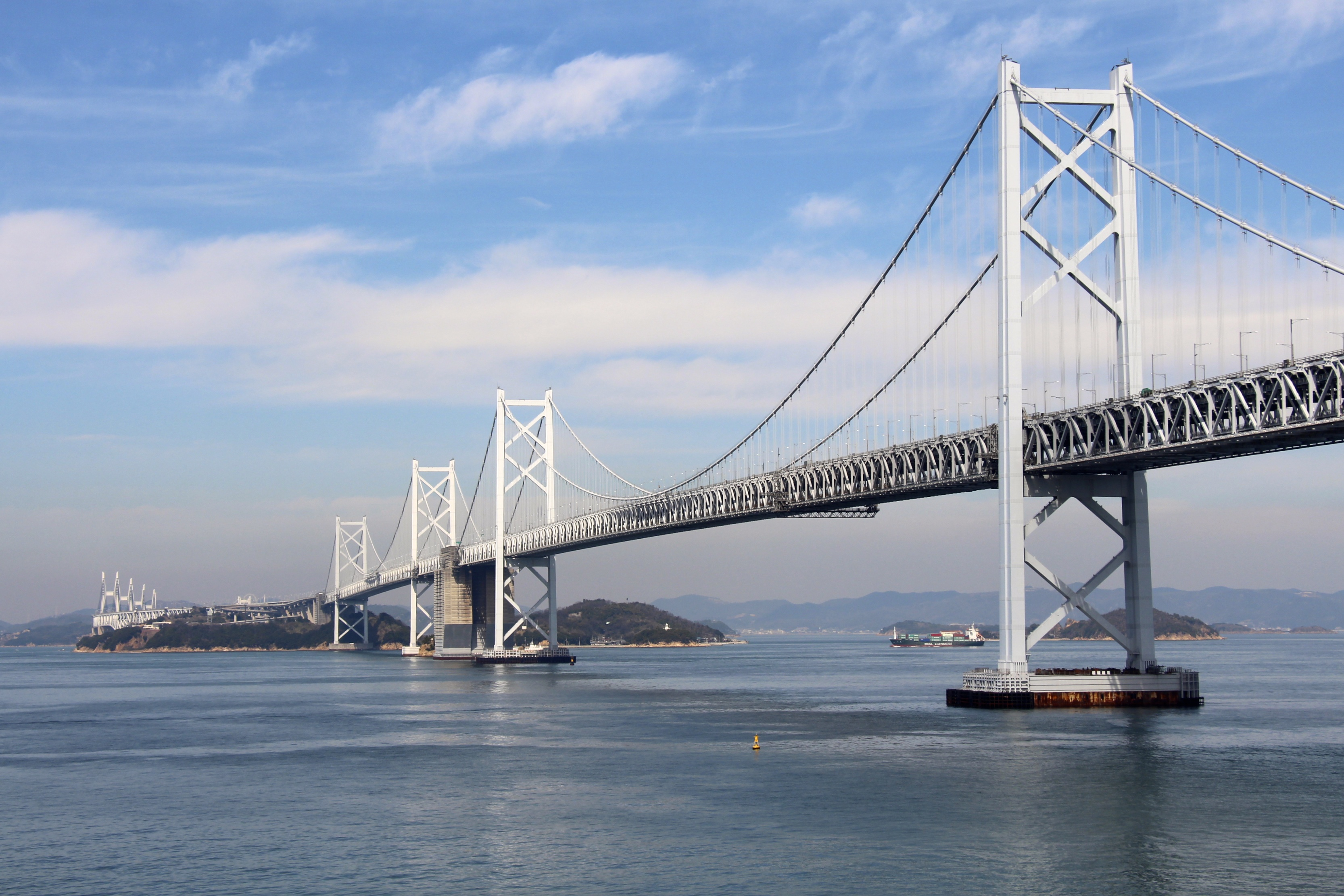
瀬戸大橋 （1988年）

- 1989年 光の教会 - 安藤忠雄
- 1989年 幕張メッセ - 槇文彦

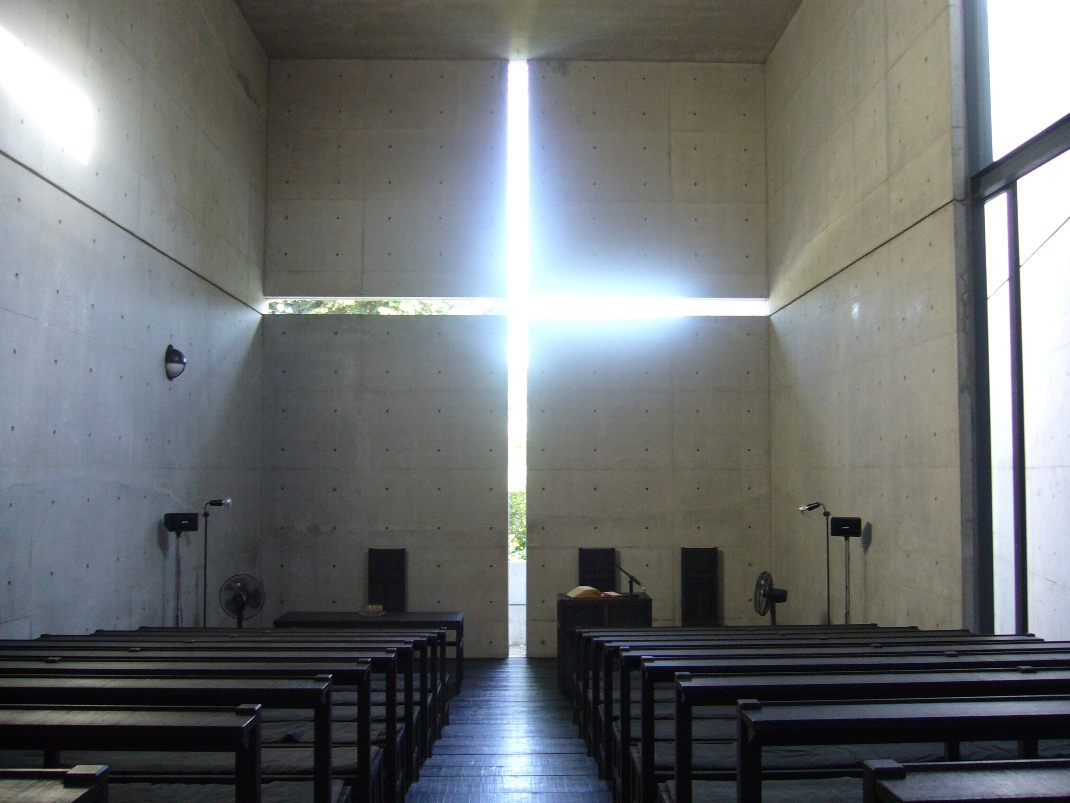
光の教会
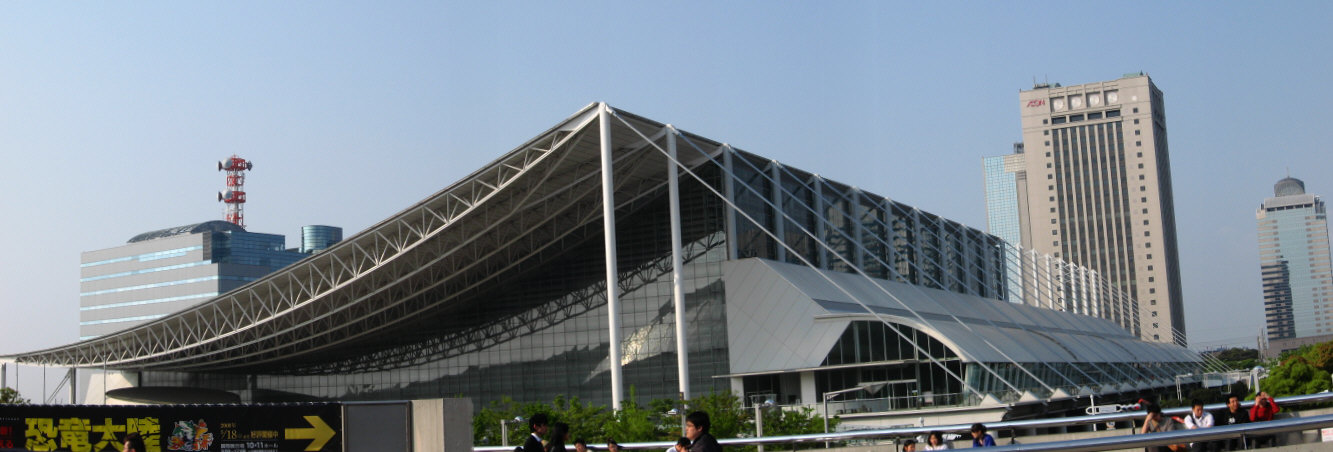
幕張メッセ

その他
- 瀬戸大橋
（1988年）

### 漫画・アニメーション・子供文化
- 藤子不二雄大旋風が吹き荒れ、「ドラえもん」を筆頭に、1960年代にアニメで放映していた「オバケのQ太郎」・「パーマン」・「怪物くん」や新たに「忍者ハットリくん」・「プロゴルファー猿」などが放映される。1988年1月にコンビを解消し、後に藤子・F・不二雄・藤子不二雄Aとして別々に活動する。

前半
- LSIを利用した電子ゲームブーム。中でもゲーム&ウオッチが大ヒットとなる。
- 少年漫画でラブコメディが流行、ラブコメを得意とする『週刊少年サンデー』が「うる星やつら」「タッチ」「ふたり鷹」などの連載で最盛期を迎える。
- 少年漫画「Dr.スランプ」が大ヒット、作中の「アラレ語」が流行語になる。

後半
- バイクブーム。バリバリ伝説などの漫画を期に、ゼロヨンやローリング族が大流行した。
- 任天堂の「ファミリーコンピュータ」（ファミコン）が大ブームとなり、テレビゲームが普及した。
- 「北斗の拳」「ドラゴンボール」「シティーハンター」などが連載され、少年漫画誌『週刊少年ジャンプ』が空前の人気に（ジャンプ黄金期）。
- 「ドラえもん」を筆頭に「おぼっちゃまくん」・「ダッシュ四駆郎」・「つるピカハゲ丸くん」などが連載され、児童漫画誌『コロコロコミック』が空前の人気に（コロコロの黄金時代）
- 子供たちの間で高橋名人・聖闘士星矢・霊幻道士・ビックリマン・ミニ四駆がブームを及ぼす。

### テレビ・芸能界
1970年代に活躍したアイドルは陰りを迎え、新たなアイドル・お笑い芸人が登場する。
- 1970年代に活躍したアイドルの山口百恵が俳優の三浦友和と結婚し芸能界を引退し、1970年代に活躍したアイドルのほとんどが陰りを迎える。
- アイドルは1980年代に新時代を迎える。松田聖子・河合奈保子・たのきんトリオ（田原俊彦・近藤真彦・野村義男）などがデビューし、1980年代の黄金時代を築く。松田聖子を典型としたブリッコ・聖子ちゃんカットが若い女性の間で流行。
- 漫才ブームが起こる。その中心に新たに登場したBIG3（タモリ・ビートたけし・明石家さんま）・所ジョージ・島田紳助などお笑い第二世代が、1980年代から2000年代のお笑い界をリードする。
- フジテレビがテレビ局の在京民放局5局における年間および年度平均視聴率で、ゴールデンタイム、プライムタイム、全日で首位となる三冠王を1982年から連年獲得した（フジテレビ黄金時代）。

前半期(1980年から1983年)
- シャネルズ・横浜銀蝿などロックバンドがヒットチャートに名を連ねる活躍を見せる。
- 「花の82年組」と称される新人アイドル豊作といわれた1982年度。中森明菜・小泉今日子・シブがき隊・早見優・堀ちえみ・石川秀美らアイドルがデビュー。
- 演歌・ニューミュージックが低迷し始める。
- YMOを皮切りにテクノポップブーム。打ち込みを用いた音楽が増加する。
- 視聴者参加型のクイズ番組の最盛期。

中期(1984年から1986年)
- 歌謡曲・ニューミュージックからJ-POPへの過渡期へ突入、多様なジャンルに枝分かれする。杉山清貴&オメガトライブ・チェッカーズ・C-C-Bなど、ロックバンドが、のちにJ-POP、J-ROCKと呼ばれる要素を取り入れた楽曲を発表し、チャートを賑わせる（アイドルバンドと称される）。また、渡辺美里・尾崎豊・中村あゆみなどのボーカリストもデビュー。米米クラブ・爆風スランプ・聖飢魔IIなど独自の個性を打ち出したバンドも続々とデビュー。中高生を中心にバンドブームが巻き起こり、関連する音楽雑誌も多く創刊される。
- フジテレビの番組「夕やけニャンニャン」内で結成されたグループおニャン子クラブが大ブレイク。また、映画やドラマ出演をきっかけに人気を集めた菊池桃子・斉藤由貴・中山美穂・南野陽子など、アイドル歌手としても活躍を見せる。
- とんねるず・ダウンタウン・ウッチャンナンチャンといったお笑い第三世代が登場する。
- テレビが一家に1台だったのが、一家に2台になったきっかけで、NHK紅白歌合戦がそれまでの平均視聴率が70%台だったのが50%台に下降。また、ヒット曲のないベテラン歌手による常連出場や元々テレビ番組に出演しない、“アーティスト”であると自称する人気歌手による不出場がきっかけでもある。
- アップダウンクイズ、クイズタイムショックなどが相次いで終了し、視聴者参加型クイズ番組が衰退。後継番組は次第にタレント出演型に置き換わっていく。

後半期(1987年から1989年)
- おニャン子クラブ解散後、メンバーであった工藤静香がソロ・シンガーとしてブレイクした。
- 光GENJIと彼らが履いていたローラースケートが流行し、社会現象となる。
- アイドルの人気に陰りが見え始め、トレンディードラマが登場する。浅野ゆう子・浅野温子によるW浅野や陣内孝則、柳葉敏郎、三上博史などが活躍し、1990年代前半の黄金時代の先駆けとなる。
- 舘ひろし・柴田恭兵・仲村トオルによるあぶない刑事ブーム到来。
- THE BLUE HEARTS・BOØWY・ユニコーン・JUN SKY WALKER(S)などライブを中心に活躍していたバンドが人気を集める。プリンセス・プリンセスなどの女性バンドもブームになる。
- 人気歌番組ザ・ベストテンが終了し、他の歌番組にも陰りが見え始める。

## スポーツ
- プロ野球は弱小チームだった西武ライオンズが広岡達朗監督の手腕によって再生、80年代で5度の日本一に輝く西武黄金時代を迎える。
- 大相撲は千代の富士時代。
- プロレスはアントニオ猪木を中心に新日本プロレスが全盛期を迎え、ジャイアント馬場は徐々に第一線を引くようになる。馬場・猪木の後輩格である鶴藤長天（ジャンボ鶴田・藤波辰巳・長州力・天龍源一郎）が1980年代のプロレスを支える。
- 日本サッカーは、サッカー日本代表がFIFAワールドカップ・予選やオリンピック予選での敗退が続く一方で日本サッカーリーグの人気が若干持ち直した。1980年代後半にはプロリーグ発足への動きやFIFAワールドカップ招致活動が始まった。

前半
- プロ野球は王貞治・野村克也・大杉勝男・江夏豊など1960・70年代に活躍した大物選手の引退が相次ぐ。
- 高校野球では早実の荒木大輔、「やまびこ打線」と呼ばれた池田高校、PL学園の清原和博・桑田真澄によるKKコンビが話題を呼んだ。
- プロレスではタイガーマスクが活躍する。
- 柔道では、山下泰裕・斉藤仁の時代を得る。

後半
- プロ野球では桑田が巨人、清原が西武に入団するなど世代交代が一段と加速。
- 柔道では小川直也・古賀稔彦が登場する。
- プロレスでは前田日明を中心としたUWFの旗揚げで総合格闘技が誕生するきっかけとなる。女子プロレスではクラッシュギャルズ・極悪同盟が活躍。

## 人物

### 皇室
- 昭和天皇（1901年 - 1989年）
- 明仁（1933年 - ）

### 政治
- 原健三郎（1907年 - 2004年）
- 二階堂進（1909年 - 2000年）
- 鈴木俊一（1910年 - 2010年）
- 鈴木善幸（1911年 - 2004年）
- 河本敏夫（1911年 - 2001年）
- 伊東正義（1913年 - 1994年）
- 後藤田正晴（1914年 - 2005年）
- 金丸信（1914年 - 1996年）
- 小坂徳三郎（1916年 - 1996年）
- 中曽根康弘（1918年 - 2019年）
- 宮澤喜一（1919年 - 2007年）
- 宇野宗佑（1922年 - 1998年）
- 田中六助（1923年 - 1985年）
- 渡辺美智雄（1923年 - 1995年）
- 竹下登（1924年 - 2000年）
- 安倍晋太郎（1924年 - 1991年）
- 中川一郎（1925年 - 1983年）
- 三塚博（1927年 - 2004年）
- 土井たか子（1928年 - 2014年）
- 不破哲三（1930年 - ）
- 海部俊樹（1931年 - 2022年）
- 山村新治郎（1933年 - 1992年）

### 経済
- 務臺光雄（1896年 - 1991年）
- 土光敏夫（1896年 - 1988年）
- 真藤恒（1910年 - 2003年）
- 前川春雄（1911年 - 1989年）
- 瀬島龍三（1911年 - 2007年）
- 盛田昭夫（1921年 - 1999年）
- 徳間康快（1921年 - 2000年）
- 松田耕平（1922年 - 2002年）
- 中内㓛（1922年 - 2005年）
- 豊田章一郎（1925年 - 2023年）
- 犬丸一郎（1926年 - 2020年）
- 堤清二（1927年 - 2013年）
- 山内溥（1927年 - 2013年）
- 辻信太郎（1927年 - ）
- 稲盛和夫（1932年 - 2022年）
- 堤義明（1934年 - ）
- 江副浩正（1936年 - 2013年）
- 日枝久（1937年 - ）
- 鹿内春雄（1945年 - 1988年）

### 文学
- 池波正太郎（1923年 - 1990年）
- 隆慶一郎（1923年 - 1989年）
- 相田みつを（1924年 - 1991年）
- 岡野弘彦（1924年 - ）
- 橋田壽賀子（1925年 - 2021年）
- 胡桃沢耕史（1925年 - 1994年）
- 神坂次郎（1927年 - 2022年）
- 宗田理（1928年 - 2024年）
- 西村京太郎（1930年 - 2022年）
- 小松左京（1931年 - 2011年）
- 深田祐介（1931年 - 2014年）
- 山村美紗（1931年 - 1996年）
- 森村誠一（1933年 - 2023年）
- 渡辺淳一（1933年 - 2014年）
- 角野栄子（1935年 - ）
- 大江健三郎（1935年 - 2023年）
- 加藤幸子（1936年 - 2024年）
- 塩野七生（1937年 - ）
- 高橋睦郎（1937年 - ）
- 安部譲二（1937年 - 2019年）
- 片岡義男（1939年 - ）
- 村松友視（1940年 - ）
- 嵐山光三郎（1942年 - ）
- 那須正幹（1942年 - 2021年）
- 干刈あがた（1943年 - 1992年）
- 椎名誠（1944年 - ）
- 池澤夏樹（1945年 - ）
- 星野富弘（1946年 - 2024年）
- 新井満（1946年 - 2021年）
- 立松和平（1947年 - 2010年）
- 景山民夫（1947年 - 1998年）
- 沢木耕太郎（1947年 - ）
- 北方謙三（1947年 - ）
- 荒俣宏（1947年 - ）
- 赤川次郎（1948年 - ）
- 橋本治（1948年 - 2019年）
- ねじめ正一（1948年 - ）
- 糸井重里（1948年 - ）
- 村上春樹（1949年 - ）
- 亀和田武（1949年 - ）
- 矢作俊彦（1950年 - ）
- 高橋源一郎（1951年 - ）
- 夢枕獏（1951年 - ）
- 村上龍（1952年 - ）
- 中島らも（1952年 - 2004年）
- 田中芳樹（1952年 - ）
- 林真理子（1954年 - ）
- 佐藤正午（1955年 - ）
- 田中康夫（1956年 - ）
- 火浦功（1956年 - ）
- 山本弘（1956年 - 2024年）
- 氷室冴子（1957年 - 2008年）
- 山田詠美（1959年 - ）
- 綾辻行人（1960年 - ）
- 島田雅彦（1961年 - ）
- いとうせいこう（1961年 - ）
- 俵万智（1962年 - ）
- 吉本ばなな（1964年 - ）

### 人文科学ほか
- 岡崎次郎（1904年 - 1984年？）
- 井上光貞（1917年 - 1983年）
- 大野晋（1919年 - 2008年）
- 角山栄（1921年 - 2014年）
- 外山滋比古（1923年 - 2020年）
- 鶴見良行（1926年 - 1994年）
- 上田閑照（1926年 - 2019年）
- 網野善彦（1928年 - 2004年）
- 河合隼雄（1928年 - 2007年）
- 木田元（1928年 - 2014年）
- 多木浩二（1928年 - 2011年）
- 大林太良（1929年 - 2001年）
- 村上泰亮（1931年 - 1993年）
- 木村敏（1931年 - 2021年）
- 山折哲雄（1931年 - ）
- 平川祐弘（1931年 - ）
- 高階秀爾（1932年 - 2024年）
- 丸山圭三郎（1933年 - 1993年）
- 渡邊守章（1933年 - 2021年）
- 川田順造（1934年 - 2024年）
- 中井久夫（1934年 - 2022年）
- 阿部謹也（1935年 - 2006年）
- 野中郁次郎（1935年 - 2025年）
- 坂部恵（1936年 - 2009年）
- 村上陽一郎（1936年 - ）
- 今村仁司（1942年 - 2007年）
- 岩井克人（1947年 - ）
- 小松和彦（1947年 - ）
- 高山宏（1947年 - ）
- 中沢新一（1950年 - ）

### 評論
- 長谷川慶太郎（1927年 - 2019年）
- 竹村健一（1930年 - 2019年）
- 俵孝太郎（1930年 - 2025年）
- 三宅久之（1930年 - 2012年）
- 小室直樹（1932年 - 2010年）
- 森田実（1932年 - 2023年）
- 香山健一（1933年 - 1997年）
- 高坂正堯（1934年 - 1996年）
- 山崎正和（1934年 - 2020年）
- 中嶋嶺雄（1936年 - 2013年）
- 木村汎（1936年 - 2019年）
- 西部邁（1939年 - 2018年）
- 栗本慎一郎（1941年 - ）
- 猪口孝（1944年 - 2024年）
- 袴田茂樹（1944年 - ）
- 川本三郎（1944年 - ）
- 三浦雅士（1946年 - ）
- 長谷川三千子（1946年 - ）
- 石川好（1947年 - 2024年）
- 小浜逸郎（1947年 - 2023年）
- 稲増龍夫（1952年 - ）
- 浅田彰（1957年 - ）

### コラムニスト・コピーライター
- 中野翠（1946年 - ）
- 川崎徹（1948年 - ）
- 亀和田武（1949年 - ）
- 夏目房之介（1950年 - ）
- 泉麻人（1956年 - ）
- 中森明夫（1960年 - ）

### 料理
- 山本益博（1948年 - ）

### 科学
- 福井謙一（1918年 - 1998年）
- 利根川進（1939年 - ）

### 芸能
- 赤木春恵（1924年 - 2018年）
- 小山内美江子（1930年 - 2024年）
- 相澤秀禎（1930年 - 2013年）
- ジャニー喜多川（1931年 - 2019年）
- 田中邦衛（1932年 - 2021年）
- 澤田隆治（1933年 - 2021年）
- 黒柳徹子（1933年 - ）
- 財津一郎（1934年 - 2023年）
- 倉本聰（1934年 - ）
- 市原悦子（1936年 - 2019年）
- 里見浩太朗（1936年 - ）
- 山﨑努（1936年 - ）
- 伊東四朗（1937年 - ）
- 横澤彪（1937年 - 2011年）
- 中島銀兵（1938年 - 1996年）
- 田邊昭知（1938年 - ）
- 津川雅彦（1940年 - 2018年）
- 皇達也（1941年 - 2021年）
- 三田佳子（1941年 - ）
- 樹木希林（1943年 - 2018年）
- 田村正和（1943年 - 2021年）
- 小野寺昭（1943年 - ）
- 石田弘（1943年 - ）
- 古谷一行（1944年 - 2022年）
- 渡瀬恒彦（1944年 - 2017年）
- 宮本信子（1945年 - ）
- 伊吹吾郎（1946年 - ）
- 大里洋吉（1946年 - ）
- 王東順（1946年 - ）
- 寺尾聰（1947年 - ）
- 泉ピン子（1947年 - ）
- 大和田伸也（1947年 - ）
- 西田敏行（1947年 - 2024年）
- 三宅恵介（1949年 - ）
- 武田鉄矢（1949年 - ）
- 風間杜夫（1949年 - ）
- 火野正平（1949年 - 2024年）
- 松田優作（1949年 - 1989年）
- やしきたかじん（1949年 - 2014年）
- 矢島正雄（1950年 - ）
- 奥田瑛二（1950年 - ）
- 舘ひろし（1950年 - ）
- 大和田獏（1950年 - ）
- 神田正輝（1950年 - ）
- 和田アキ子（1950年 - ）
- 萩原健一（1950年 - 2019年）
- 鹿賀丈史（1950年 - ）
- 柴田恭兵（1951年 - ）
- 小林薫（1951年 - ）
- 山下真司（1951年 - ）
- 三浦友和（1952年 - ）
- 夏木マリ（1952年 - ）
- 松坂慶子（1952年 - ）
- 草刈正雄（1952年 - ）
- イッセー尾形（1952年 - ）
- 松平健（1953年 - ）
- 島田陽子（1953年 - 2022年）
- 石田純一（1954年 - ）
- 田中裕子（1955年 - ）
- 渡辺裕之（1955年 - 2022年）
- 大地真央（1956年 - ）
- 榎木孝明（1956年 - ）
- 夏目雅子（1957年 - 1985年）
- 古尾谷雅人（1957年 - 2003年）
- 時任三郎（1958年 - ）
- 秋元康（1958年 - ）
- 陣内孝則（1958年 - ）
- 樋口可南子（1958年 - ）
- 柴田理恵（1959年 - ）
- 渡辺謙（1959年 - ）
- 浅野ゆう子（1960年 - ）
- 真田広之（1960年 - ）
- 田原俊彦（1961年 - ）
- 浅野温子（1961年 - ）
- 渡辺徹（1961年 - 2022年）
- 三谷幸喜（1961年 - ）
- 中井貴一（1961年 - ）
- 柳沢慎吾（1962年 - ）
- 小沢仁志（1962年 - ）
- 三上博史（1962年 - ）
- 近藤真彦（1964年 - ）
- 薬師丸ひろ子（1964年 - ）
- 沢口靖子（1965年 - ）
- 仲村トオル（1965年 - ）
- 本木雅弘（1965年 - ）
- 薬丸裕英（1966年 - ）
- 東山紀之（1966年 - ）
- 安田成美（1966年 - ）
- 原田知世（1967年 - ）
- 井森美幸（1968年 - ）
- 吉岡秀隆（1970年 - ）
- 宮沢りえ（1973年 - ）
- 後藤久美子（1974年 - ）

#### お笑い
- いかりや長介（1931年 -  2004年）
- 高木ブー（1933年 - ）
- 萩本欽一（1941年 - ）
- 仲本工事（1941年 - 2022年）
- 坂田利夫（1941年 - 2023年）
- 上岡龍太郎（1942年 - 2023年）
- 加藤茶（1943年 - ）
- 島木譲二（1944年 - 2016年）
- タモリ（1945年 - ）
- ビートたけし（1947年 - ）
- 高田純次（1947年 - ）
- ヨネスケ（1948年 - ）
- きたろう（1948年 - ）
- 大竹まこと（1949年 - ）
- 間寛平（1949年 - ）
- 斉木しげる（1949年 - ）
- ビートきよし（1949年 - ）
- 島田洋七（1950年 - ）
- 島田洋八（1950年 - ）
- 志村けん（1950年 - 2020年）
- 三宅裕司（1951年 - ）
- モト冬樹（1951年 - ）
- 西川のりお（1951年 - ）
- オール巨人（1951年 - ）
- 笑福亭鶴瓶（1951年 - ）
- グッチ裕三（1952年 - ）
- ウガンダ・トラ（1952年 - 2008年）
- 九十九一（1952年 - ）
- 上方よしお（1952年 - ）
- ぼんちおさむ（1952年 - ）
- Mr.オクレ（1953年 - ）
- 関根勤（1953年 - ）
- 川上泰生（1953年 - ）
- 小林進（1954年 - 2012年）
- 清水アキラ（1954年 - ）
- 片岡鶴太郎（1954年 - ）
- 所ジョージ（1955年 - ）
- 島崎俊郎（1955年 - 2023年）
- 上沼恵美子（1955年 - ）
- 村上ショージ（1955年 - ）
- 明石家さんま（1955年 - ）
- ラサール石井（1955年 - ）
- 小堺一機（1956年 - ）
- 渡辺正行（1956年 - ）
- 大平サブロー（1956年 - ）
- 小宮孝泰（1956年 - ）
- 島田紳助（1956年 - ）
- 松本竜助（1956年 - 2006年）
- 大平シロー（1956年 - 2012年）
- 笑福亭笑瓶（1956年 - 2023年）
- ガダルカナル・タカ（1956年 - ）
- そのまんま東（1957年 - ）
- 栗田貫一（1958年 - ）
- つまみ枝豆（1958年 - ）
- 久本雅美（1958年 - ）
- グレート義太夫（1958年 - ）
- ダンカン（1959年 - ）
- 大森うたえもん（1959年 - ）
- 井手らっきょ（1959年 - ）
- 清水ミチコ（1960年 - ）
- コロッケ（1960年 - ）
- 山田邦子（1960年 - ）
- 石橋貴明（1961年 - ）
- 木梨憲武（1962年 - ）
- 野沢直子（1963年 - ）
- 松尾伴内（1963年 - ）
- 浜田雅功（1963年 - ）
- ラッシャー板前（1963年 - ）
- 松本人志（1963年 - ）
- 内村光良（1964年 - ）
- 南原清隆（1965年 - ）
- 前田政二（1965年 - ）
- 伊集院光（1967年 - ）

#### 司会
- 鈴木健二（1929年 - 2024年）
- 木村太郎（1938年 - ）
- 徳光和夫（1941年 - ）
- 関口宏（1943年 - ）
- 草野仁（1944年 -  ）
- 久米宏（1944年 - ）
- 逸見政孝（1945年 - 1993年）
- 楠田枝里子（1952年 - ）

### 映画
- 鈴木清順（1923年 - 2017年）
- 今村昌平（1926年 - 2006年）
- 大島渚（1932年 - 2013年）
- 伊丹十三（1933年 - 1997年）
- 蜷川幸雄（1935年 - 2016年）
- 戸田奈津子（1936年 - ）
- 大林宣彦（1938年 - 2020年）
- 石井隆（1946年 - 2022年）
- 山本又一朗（1947年 - ）
- 相米慎二（1948年 - 2001年）
- 森田芳光（1950年 - 2011年）
- 馬場康夫（1954年 - ）
- 石井聰亙（1957年 - ）
- 手塚眞（1961年 - ）

### 舞踏
- 森下洋子（1948年 - ）

### 音楽
- すぎやまこういち（1931年 - 2021年）
- 服部克久（1936年 - 2020年）
- 大野克夫（1939年 - ）
- 筒美京平（1940年 - 2020年）
- 大野雄二（1941年 - ）
- 吉田拓郎（1946年 - ）
- 細野晴臣（1947年 - ）
- 小田和正（1947年 - ）
- 瀬川瑛子（1947年 - ）
- 前野曜子（1948年 - 1988年）
- 沢田研二（1948年 - ）
- 大瀧詠一（1948年 - 2013年）
- 井上陽水（1948年 - ）
- 谷村新司（1948年 - 2023年）
- 南こうせつ（1949年 - ）
- 葛城ユキ（1949年 - 2022年）
- 松本隆（1949年 - ）
- 矢沢永吉（1949年 - ）
- 堀内孝雄（1949年 - ）
- 三浦徳子（1949年 - 2023年）
- 細川たかし（1950年 - ）
- 大橋純子（1950年 - 2023年）
- 八代亜紀（1950年 - 2023年）
- 久石譲（1950年 - ）
- もんたよしのり（1951年 - 2023年）
- 五輪真弓（1951年 - ）
- 売野雅勇（1951年 - ）
- 忌野清志郎（1951年 - 2009年）
- 田中昌之（1951年 - ）
- ミッキー吉野（1951年 - ）
- 坂本龍一（1952年 - 2023年）
- 中島みゆき（1952年 - ）
- 高橋幸宏（1952年 - 2023年）
- 吉幾三（1952年 - ）
- 浜田省吾（1952年 - ）
- タケカワユキヒデ（1952年 - ）
- 山下達郎（1953年 - ）
- 甲斐よしひろ（1953年 - ）
- 稲垣潤一（1953年 - ）
- 大貫妙子（1953年 - ）
- 高橋まこと（1954年 - ）
- 松任谷由実（1954年 - ）
- 田中公平（1954年 - ）
- 坂崎幸之助（1954年 - ）
- 高見沢俊彦（1954年 - ）
- 新田一郎（1954年 - ）
- 桜井賢（1955年 - ）
- 世良公則（1955年 - ）
- 松山千春（1955年 - ）
- 竹内まりや（1955年 - ）
- 大友康平（1956年 - ）
- 桑田佳祐（1956年 - ）
- 長渕剛（1956年 - ）
- 鈴木雅之（1956年 - ）
- 佐野元春（1956年 - ）
- 鷺巣詩郎（1957年 - ）
- 木根尚登（1957年 - ）
- 宇都宮隆（1957年 - ）
- チャゲ（1958年 - ）
- 飛鳥（1958年 - ）
- 玉置浩二（1958年 - ）
- 岩崎宏美（1958年 - ）
- 小室哲哉（1958年 - ）
- 杉山清貴（1959年 - ）
- 木暮武彦（1960年 - ）
- 麻倉未稀（1960年 - ）
- サンプラザ中野（1960年 - ）
- 松井恒松（1960年 - ）
- パッパラー河合（1960年 - ）
- 土橋安騎夫（1960年 - ）
- 氷室京介（1960年 - ）
- いとうせいこう（1961年 - ）
- 戸川純（1961年 - ）
- 岩崎良美（1961年 - ）
- 杏里（1961年 - ）
- 布袋寅泰（1962年 - ）
- 松田聖子（1962年 - ）
- 久保田利伸（1962年 - ）
- 岡村孝子（1962年 - ）
- 今井美樹（1963年 - ）
- 小田原豊（1963年 - ）
- 甲本ヒロト（1963年 - ）
- NOKKO（1963年 - ）
- 富田京子（1965年 - ）
- 中森明菜（1965年 - ）
- 岡村靖幸（1965年 - ）
- 吉川晃司（1965年 - ）
- 尾崎豊（1965年 - 1992年）
- 渡辺美里（1966年 - ）
- 奥居香（1967年 - ）
- 荻野目洋子（1968年 - ）

### 芸術とアート
- 柚木沙弥郎（1922年 - 2024年）
- 牧野邦夫（1925年 - 1986年）
- 田中一光（1930年 - 2002年）
- 磯崎新（1931年 - 2022年）
- 福田繁雄（1932年 - 2009年）
- 奥谷博（1934年 - ）
- 若林奮（1936年 - 2003年）
- 牧進（1936年 - ）
- コシノヒロコ（1937年 - ）
- ワダ・エミ（1937年 - 2021年）
- 谷口吉生（1937年 - 2024年）
- 横須賀功光（1937年 - 2003年）
- 森山大道（1938年 - ）
- 内藤正敏（1938年 - ）
- 石岡瑛子（1938年 - 2012年）
- 菊池武夫（1939年 - ）
- マッド・アマノ（1939年 - ）
- 篠山紀信（1940年 - 2024年）
- 浅葉克己（1940年 - ）
- 平松礼二（1941年 - ）
- 安藤忠雄（1941年 - ）
- 島田順子（1941年 - ）
- タイガー立石（1941年 - 1998年）
- 川久保玲（1942年 - ）
- コシノミチコ（1943年 - ）
- 山本耀司（1943年 - ）
- 絹谷幸二（1943年 - ）
- 中島潔（1943年 - ）
- 有元利夫（1946年 - 1985年）
- 野町和嘉（1946年 - ）
- 遠藤彰子（1947年 - ）
- 戸谷成雄（1947年 - ）
- 田村彰英（1947年 - ）
- 智内兄助（1948年 - ）
- 田窪恭治（1949年 - ）
- 岩合光昭（1950年 - ）
- 田原桂一（1951年 - 2017年）
- おおた慶文（1951年 - ）
- 朝比奈逸人（1951年 - ）
- 山本容子（1952年 - ）
- 川俣正（1953年 - ）
- 清原啓子（1955年 - 1987年）
- 菱沼良樹 （1958年 - ）
- 日比野克彦（1958年 - ）
- 三好和義（1958年 - ）

イラストレーター
- 生頼範義（1935年 - 2015年）
- 長岡秀星（1936年 - 2015年）
- 吉田カツ（1939年 - 2011年）
- 安西水丸（1942年 - 2014年）
- 湯村輝彦（1942年 - ）
- ペーター佐藤（1945年 - 1994年）
- 原田治（1946年 - 2016年）
- 大西重成（1946年 - ）
- 永井博（1947年 - ）
- 南伸坊（1947年 - ）
- 渡辺和博（1950年 - 2007年）
- スージー甘金（1956年 - ）
- 横山宏（1956年 - ）
- いのまたむつみ（1960年 - 2024年）

### ゲーム関係
- 横井軍平（1941年 - 1997年）
- 宮本茂（1952年 - ）
- 堀井雄二（1954年 - ）

### スポーツ関係
- 増沢末夫（1937年 - ）
- 青木功（1942年 - ）
- 横山謙三（1943年 - ）
- 森孝慈（1943年 - 2011年）
- 郷原洋行（1944年 - 2020年）
- 柴田政人（1948年 - ）
- 岡部幸雄（1948年 - ）
- 天龍源一郎（1950年 - ）
- ジャンボ鶴田（1951年 - 2000年）
- 岡本綾子（1951年 - ）
- 長州力（1951年 - ）
- 奥寺康彦（1952年 - ）
- 藤波辰爾（1953年 - ）
- 河内洋（1955年 - ）
- 具志堅用高（1955年 - ）
- 中野浩一（1955年 - ）
- 千代の富士貢（1955年 - 2016年）
- 加藤久（1956年 - ）
- 森末慎二（1957年 - ）
- 山下泰裕（1957年 - ）
- 金田喜稔（1958年 - ）
- 木村和司（1958年 - ）
- 原博実（1958年 - ）
- 前田日明（1959年 - ）
- 斉藤仁（1961年 - 2015年）
- 都並敏史（1961年 - ）
- 川合俊一（1963年 - ）

#### 野球
- 西本幸雄（1920年 - 2011年）
- 近藤貞雄（1925年 - 2006年）
- 関口清治（1925年 - 2007年）
- 根本陸夫（1926年 - 1999年）
- 関根潤三（1927年 - 2020年）
- 牧野茂（1928年 - 1984年）
- 岡本伊三美（1931年 - ）
- 藤田元司（1931年 - 2006年）
- 広岡達朗（1932年 - ）
- 大沢啓二（1932年 - 2010年）
- 山内一弘（1932年 - 2009年）
- 中西太（1933年 - 2023年）
- 穴吹義雄（1933年 - 2018年）
- 吉田義男（1933年 - ）
- 仰木彬（1935年 - 2005年）
- 杉浦忠（1935年 - 2001年）
- 土橋正幸（1935年 - 2013年）
- 古葉竹識（1936年 - 2021年）
- 村山実（1936年 - 1998年）
- 森祇晶（1937年 - ）
- 上田利治（1937年 - 2017年）
- 稲尾和久（1937年 - 2007年）
- 阿南準郎（1937年 - 2024年）
- 安藤統男（1939年 - ）
- 王貞治（1940年 - ）
- 武上四郎（1941年 - 2002年）
- 高橋直樹（1945年 - ）
- 高田繁（1945年 - ）
- 高橋一三（1946年 - 2015年）
- 野村収（1946年 - ）
- 田淵幸一（1946年 - ）
- 山本浩二（1946年 - ）
- 有藤道世（1946年 - ）
- 山崎裕之（1946年 - ）
- 衣笠祥雄（1947年 - 2018年）
- 星野仙一（1947年 - 2018年）
- 福嶋久晃（1947年 - ）
- 若松勉（1947年 - ）
- 松岡弘（1947年 - ）
- 平松政次（1947年 - ）
- 谷沢健一（1947年 - ）
- 鈴木啓示（1947年 - ）
- 福本豊（1947年 - ）
- 門田博光（1948年 - 2023年）
- 江夏豊（1948年 - ）
- 山田久志（1948年 - ）
- 鈴木康二朗（1949年 - 2019年）
- 平野光泰（1949年 - 2023年）
- 弘田澄男（1949年 - ）
- 山本和行（1949年 - ）
- 今井雄太郎（1949年 - ）
- 片平晋作（1949年 - 2018年）
- 村田兆治（1949年 - 2022年）
- 加藤初（1949年 - 2016年）
- 水谷則博（1950年 - 2001年）
- 長崎啓二（1950年 - ）
- 東尾修（1950年 - ）
- 大島康徳（1950年 - 2021年）
- 井本隆（1950年 - 2015年）
- 大田卓司（1951年 - ）
- 藤波行雄（1951年 - ）
- 木下富雄（1951年 - ）
- 新浦壽夫（1951年 - ）
- 八重樫幸雄（1951年 - ）
- 栗橋茂（1951年 - ）
- 佐野仙好（1951年 - ）
- 有田修三（1951年 - ）
- 加藤博一（1951年 - 2008年）
- 河埜和正（1951年 - ）
- 間柴茂有（1951年 - ）
- 山本功児（1951年 - 2016年）
- 山下大輔（1952年 - ）
- 簑田浩二（1952年 - ）
- 淡口憲治（1952年 - ）
- 新井宏昌（1952年 - ）
- 杉浦享（1952年 - ）
- 柏原純一（1952年 - ）
- 村田辰美（1952年 - ）
- 松沼博久（1952年 - ）
- 庄司智久（1953年 - ）
- 定岡智秋（1953年 - ）
- 羽田耕一（1953年 - ）
- 真弓明信（1953年 - ）
- 梨田昌孝（1953年 - ）
- 若菜嘉晴（1953年 - ）
- 落合博満（1953年 - ）
- 中畑清（1954年 - ）
- 田尾安志（1954年 - ）
- ランディ・バース（1954年 - ）
- 高代延博（1954年 - ）
- 木田勇（1954年 - ）
- 大宮龍男（1954年 - ）
- 鈴木孝政（1954年 - ）
- 田代富雄（1954年 - ）
- 松本匡史（1954年 - ）
- 島田誠（1954年 - ）
- 佐藤義則（1954年 - ）
- 森繁和（1954年 - ）
- 斉藤明夫（1955年 - ）
- 山村善則（1955年 - ）
- 河埜敬幸（1955年 - ）
- 遠藤一彦（1955年 - ）
- 掛布雅之（1955年 - ）
- 江川卓（1955年 - ）
- 平野謙（1955年 - ）
- 達川光男（1955年 - ）
- 古屋英夫（1955年 - ）
- 山根和夫（1955年 - ）
- 袴田英利（1955年 - ）
- 大野豊（1955年 - ）
- 山倉和博（1955年 - ）
- 中尾孝義（1956年 - ）
- 角富士夫（1956年 - ）
- 角盈男（1956年 - ）
- 西本聖（1956年 - ）
- 松沼雅之（1956年 - ）
- 山内孝徳（1956年 - ）
- 石毛宏典（1956年 - ）
- 定岡正二（1956年 - ）
- 北村照文（1957年 - ）
- 金森栄治（1957年 - ）
- 鹿取義隆（1957年 - ）
- 高橋慶彦（1957年 - ）
- 北別府学（1957年 - 2023年）
- 篠塚利夫（1957年 - ）
- 尾花高夫（1957年 - ）
- 水上善雄（1957年 - ）
- 柴田保光（1957年 - 2022年）
- 長内孝（1957年 - ）
- 山本和範（1957年 - ）
- 岡田彰布（1957年 - ）
- 山内新一（1957年 - ）
- 小林誠二（1958年 - ）
- 久保康生（1958年 - ）
- 山崎隆造（1958年 - ）
- 宇野勝（1958年 - ）
- 弓岡敬二郎（1958年 - ）
- 原辰徳（1958年 - ）
- 高沢秀昭（1958年 - ）
- 大石大二郎（1958年 - ）
- 高木豊（1958年 - ）
- 辻発彦（1958年 - ）
- 立花義家（1958年 - ）
- 小松辰雄（1959年 - ）
- 池田親興（1959年 - ）
- 屋鋪要（1959年 - ）
- 川口和久（1959年 - ）
- 山沖之彦（1959年 - ）
- 平田勝男（1959年 - ）
- 五十嵐信一（1959年 - ）
- 佐藤兼伊知（1959年 - ）
- 田村藤夫（1959年 - ）
- 西村徳文（1960年 - ）
- 福良淳一（1960年 - ）
- 津田恒実（1960年 - 1993年）
- 川又米利（1960年 - ）
- 松永浩美（1960年 - ）
- 金石昭人（1960年 - ）
- 吉竹春樹（1961年 - ）
- 石嶺和彦（1961年 - ）
- 木戸克彦（1961年 - ）
- 牛島和彦（1961年 - ）
- 岡崎郁（1961年 - ）
- 白井一幸（1961年 - ）
- 長嶋清幸（1961年 - ）
- 小早川毅彦（1961年 - ）
- 香川伸行（1961年 - 2014年）
- 仁村徹（1961年 - ）
- 正田耕三（1962年 - ）
- 秋山幸二（1962年 - ）
- 広澤克実（1962年 - ）
- 中西清起（1962年 - ）
- 河野博文（1962年 - ）
- 藤井康雄（1962年 - ）
- 山崎賢一（1962年 - ）
- 愛甲猛（1962年 - ）
- 伊東勤（1962年 - ）
- 和田豊（1962年 - ）
- 駒田徳広（1962年 - ）
- 井上祐二（1963年 - ）
- 吉村禎章（1963年 - ）
- 園川一美（1963年 - ）
- 工藤公康（1963年 - ）
- 槙原寛己（1963年 - ）
- 金村義明（1963年 - ）
- 藤本博史（1963年 - ）
- 鈴木貴久（1963年 - 2004年）
- 宮本和知（1964年 - ）
- 加藤哲郎（1964年 - ）
- 西崎幸広（1964年 - ）
- 荒木大輔（1964年 - ）
- 仲田幸司（1964年 - ）
- 藤本修二（1964年 - ）
- 阿波野秀幸（1964年 - ）
- 彦野利勝（1964年 - ）
- 荒井幸雄（1964年 - ）
- 斎藤雅樹（1965年 - ）
- 吉井理人（1965年 - ）
- 香田勲男（1965年 - ）
- 加藤伸一（1965年 - ）
- 渡辺久信（1965年 - ）
- 津野浩（1965年 - ）
- 山本昌広（1965年 - ）
- 水野雄仁（1965年 - ）
- 佐々木誠（1965年 - ）
- 池山隆寛（1965年 - ）
- 星野伸之（1966年 - ）
- 湯上谷宏（1966年 - ）
- 田辺徳雄（1966年 - ）
- 山崎慎太郎（1966年 - ）
- 清原和博（1967年 - ）
- 中山裕章（1967年 - ）
- 桑田真澄（1968年 - ）
- 近藤真市（1968年 - ）
- 立浪和義（1969年 - ）

### 探検
- 植村直己（1941年 - 1984年）

### ナチュラリスト
- 畑正憲（1935年 - 2023年）

### 漫画・アニメ
- やなせたかし（1919年 - 2013年）
- 水木しげる（1922年 - 2015年）
- 川本喜八郎（1925年 - 2010年）
- 森康二（1925年 - 1992年）
- 加藤芳郎（1925年 - 2006年）
- 小島功（1928年 - 2015年）
- 鈴木義司（1928年 - 2004年）
- 手塚治虫（1928年 - 1989年）
- 鳥海尽三（1929年 - 2008年）
- サトウサンペイ（1929年 - 2021年）
- 花村えい子（1929年 - 2020年）
- 佃公彦（1930年 - 2010年）
- 大塚康生（1931年 - 2021年）
- 滝田ゆう（1931年 - 1990年）
- 岡本忠成（1932年 - 1990年）
- 白土三平（1932年 - 2021年）
- 泉昭二（1932年 - 2023年）
- 小林七郎（1932年 - 2022年）
- 滝沢解（1933年 - 2003年）
- 藤子・F・不二雄（1933年 - 1996年）
- 藤子不二雄A（1934年 - 2022年）
- 横山光輝（1934年 - 2004年）
- ムロタニツネ象（1934年 - 2021年）
- おおすみ正秋（1934年 - ）
- 矢吹公郎（1934年 - ）
- 楠部大吉郎（1934年 - 2005年）
- 西崎義展（1934年 - 2010年）
- 細川智栄子（1935年 - ）
- 吉田健二（1935年 - ）
- 園山俊二（1935年 - 1993年）
- 山根青鬼（1935年 - ）
- 山根赤鬼（1935年 - 2003年）
- 赤塚不二夫（1935年 - 2008年）
- 高畑勲（1935年 - 2018年）
- 斎藤博（1936年 - 2015年）
- 篠原とおる（1936年 - ）
- 小池一夫（1936年 - 2019年）
- つのだじろう（1936年 - ）
- 笹川ひろし（1936年 - ）
- 古谷三敏（1936年 - 2021年）
- 楳図かずお（1936年 - 2024年）
- 梶原一騎（1936年 - 1987年）
- 小田部羊一（1936年 - ）
- 奥山玲子（1936年 - 2007年）
- よこたとくお（1936年 - 2022年）
- さいとう・たかを（1936年 - 2021年）
- 横山孝雄（1937年 - 2019年）
- 長谷邦夫（1937年 - 2018年）
- モンキー・パンチ（1937年 - 2019年）
- 高井研一郎（1937年 - 2016年）
- 佐藤まさあき（1937年 - 2004年）
- 東海林さだお（1937年 - ）
- つげ義春（1937年 - ）
- 宮本貞雄（1937年 - 2024年）
- 楠部三吉郎（1938年 - 2020年）
- 石ノ森章太郎（1938年 - 1998年）
- 松本零士（1938年 - 2023年）
- 山崎晴哉（1938年 - 2002年）
- 勝間田具治（1938年 - ）
- 平田敏夫（1938年 - 2014年）
- 貝塚ひろし（1938年 - 2023年）
- 荒木伸吾（1938年 - 2011年）
- ちばてつや（1939年 - ）
- 角田紘一（1939年 - 2014年）
- 金山明博（1939年 - ）
- 水島新司（1939年 - 2022年）
- 月岡貞夫（1939年 - ）
- ビッグ錠（1939年 - ）
- 村田耕一（1939年 - 2006年）
- 九里一平（1940年 - 2023年）
- 塩山紀生（1940年 - 2017年）
- 牛次郎（1940年 - ）
- 二宮常雄（1940年 - 2023年）
- 出﨑哲（1940年 - ）
- 杉井ギサブロー（1940年 - ）
- 山内ジョージ（1940年 - ）
- 北見けんいち（1940年 - ）
- 宮崎駿（1941年 - ）
- 高橋資祐（1941年 - 2007年）
- あすなひろし（1941年 - 2001年）
- りんたろう（1941年 - ）
- 川本コオ（1941年 - ）
- 芝山努（1941年 - ）
- 真崎守（1941年 - ）
- やまさき十三（1941年 - ）
- 丸山正雄（1941年 - ）
- つげ忠男（1941年 - ）
- 村野守美（1941年 - 2011年）
- 雁屋哲（1941年 - ）
- 鳥海永行（1941年 - 2009年）
- 富野由悠季（1941年 - ）
- ケン月影（1941年 - ）
- 石井いさみ（1941年 - 2022年）
- 山崎敬之（1941年 - ）
- 別紙壮一（1941年 - ）
- 秋竜山（1942年 - 2023年）
- 鈴木良武（1942年 - ）
- 岡迫亘弘（1942年 - ）
- 谷岡ヤスジ（1942年 - 1999年）
- 上梨満雄（1942年 - ）
- 高橋良輔（1943年 - ）
- みやわき心太郎（1943年 - 2010年）
- 谷口守泰（1943年 - ）
- 久松文雄（1943年 - 2021年）
- 奥田誠治（1943年 - ）
- ジョージ秋山（1943年 - 2020年）
- 須田正己（1943年 - 2021年）
- 西谷祥子（1943年 - ）
- 高橋信也（1943年 - ）
- 出﨑統（1943年 - 2011年）
- 小松原一男（1943年 - 2000年）
- 遠崎史朗（1943年 - ）
- オダシゲ（1943年 - ）
- 池上遼一（1944年 - ）
- 杉野昭夫（1944年 - ）
- 高信太郎（1944年 - ）
- 七三太朗（1944年 - 2023年）
- 椛島義夫（1944年 - 2017年）
- 青柳裕介（1944年 - 2001年）
- 小林治（1945年 - ）
- わたせせいぞう（1945年 - ）
- 永井豪（1945年 - ）
- 宮谷一彦（1945年 - 2022年）
- 白土武（1945年 - ）
- 坂口尚（1946年 - 1995年）
- 山口泰弘（1946年 - 2016年）
- とりいかずよし（1946年 - 2022年）
- 立原あゆみ（1946年 - ）
- 河内日出夫（1946年 - ）
- 矢代まさこ（1947年 - ）
- 富永貞義（1947年 - ）
- 布川ゆうじ（1947年 - 2022年）
- 吉川惣司（1947年 - ）
- みなもと太郎（1947年 - 2021年）
- 中村英一（1947年 - ）
- 高橋春男（1947年 - 2024年）
- 牧野和子（1947年 - ）
- 所ゆきよし（1947年 - 2023年）
- 花輪和一（1947年 - ）
- 松森正（1947年 - ）
- 植田まさし（1947年 - ）
- はるき悦巳（1947年 - ）
- かざま鋭二（1947年 - 2022年）
- 武論尊（1947年 - ）
- 本宮ひろ志（1947年 - ）
- 尾瀬あきら（1947年 - ）
- 西岸良平（1947年 - ）
- 谷口ジロー（1947年 - 2017年）
- 大島弓子（1947年 - ）
- 弘兼憲史（1947年 - ）
- 山岸凉子（1947年 - ）
- 蛭子能収（1947年 - ）
- 安彦良和（1947年 - ）
- 山上たつひこ（1947年 - ）
- 池田理代子（1947年 - ）
- 大河原邦男（1947年 - ）
- 狩撫麻礼（1947年 - 2018年）
- 神保史郎（1948年 - 1994年）
- 里中満智子（1948年 - ）
- 玄太郎（1948年 - ）
- もとやま礼子（1948年 - ）
- もりたじゅん（1948年 - ）
- 小山ゆう（1948年 - ）
- 土田よしこ（1948年 - 2023年）
- 大和和紀（1948年 - ）
- 桜多吾作（1948年 - 2022年）
- 神田たけ志（1948年 - ）
- 御厨さと美（1948年 - 2022年）
- 石川賢（1948年 - 2006年）
- 山松ゆうきち（1948年 - ）
- かわぐちかいじ（1948年 - ）
- みね武（1948年 - ）
- やまだ紫（1948年 - 2009年）
- 柳沢きみお（1948年 - ）
- 芝城太郎（1948年 - ）
- 内山まもる（1949年 - 2011年）
- 大橋学（1949年 - 2022年）
- 叶精作（1949年 - ）
- 川崎三枝子（1949年 - ）
- 加藤唯史（1949年 - 2017年）
- 松久由宇（1949年 - ）
- たちいりハルコ（1949年 - ）
- 萩尾望都（1949年 - ）
- 市川ジュン（1949年 - ）
- 村岡栄一（1949年 - ）
- 寺島優（1949年 - ）
- 岸裕子（1949年 - ）
- 飯森広一（1949年 - 2008年）
- 諸星大二郎（1949年 - ）
- 山田ミネコ（1949年 - ）
- あしべゆうほ（1949年 - ）
- ほんまりう（1949年 - ）
- 一条ゆかり（1949年 - ）
- 神保あつし（1949年 - ）
- 樹村みのり（1949年 - ）
- 関川夏央（1949年 - ）
- 弓月光（1949年 - ）
- さだやす圭（1949年 - ）
- こだま兼嗣（1949年 - ）
- 聖悠紀（1949年 - 2022年）
- 柴田昌弘（1949年 - ）
- ダーティ・松本（1949年 - ）
- 山田みちしろ（1949年 - ）
- 才田俊次（1949年 - ）
- どおくまん（1950年 - ）
- 湖川友謙（1950年 - ）
- 永松潔（1950年 - ）
- ささやななえ（1950年 - 2024年）
- 吾妻ひでお（1950年 - 2019年）
- 竹宮惠子（1950年 - ）
- 林律雄（1950年 - ）
- 平口広美（1950年 - ）
- 美和剛（1950年 - ）
- 畑中純（1950年 - 2012年）
- 近藤喜文（1950年 - 1998年）
- 和田慎二（1950年 - 2011年）
- 福山庸治（1950年 - ）
- 庄司陽子（1950年 - ）
- 神江里見（1950年 - 2016年）
- 河あきら（1950年 - ）
- 池沢さとし（1950年 - ）
- すがやみつる（1950年 - ）
- 細井雄二（1950年 - ）
- 広井てつお（1950年 - 2008年）
- 内田善美（1950年 - ）
- おかべりか（1950年 - 2017年）
- 川尻善昭（1950年 - ）
- 中島史雄（1950年 - ）
- 下條よしあき（1950年 - ）
- 一ノ関圭（1950年 - ）
- 奈知未佐子（1951年 - ）
- 能條純一（1951年 - ）
- あだち充（1951年 - ）
- いしかわじゅん（1951年 - ）
- 美内すずえ（1951年 - ）
- 佐多みさき（1951年 - ）
- 沼よしのぶ（1951年 - ）
- 新谷かおる（1951年 - ）
- 村上もとか（1951年 - ）
- あや秀夫（1951年 - ）
- 押井守（1951年 - ）
- 風間宏子（1951年 - ）
- 飯田耕一郎（1951年 - ）
- いしいひさいち（1951年 - ）
- 槙村ただし（1951年 - ）
- ひさうちみちお（1951年 - ）
- コンタロウ（1951年 - ）
- 川崎ゆきお（1951年 - ）
- 貞光紳也（1951年 - ）
- 中島昌利（1952年 - ）
- 金田伊功（1952年 - 2009年）
- 男鹿和雄（1952年 - ）
- 鷹匠政彦（1952年 - ）
- 佐伯かよの（1952年 - 2021年）
- 天野喜孝（1952年 - ）
- 木村知夫（1952年 - ）
- 竹村よしひこ（1952年 - ）
- 伊東愛子（1952年 - ）
- 村生ミオ（1952年 - 2022年）
- 友永和秀（1952年 - ）
- 藤原良二（1952年 - ）
- 真下耕一（1952年 - ）
- 六田登（1952年 - ）
- 堀田かつひこ（1952年 - ）
- 三原順（1952年 - 1995年）
- ますむらひろし（1952年 - ）
- 秋本治（1952年 - ）
- 山田ゴロ（1952年 - ）
- 小多魔若史（1952年 - ）
- 大野広司（1952年 - ）
- 西久保瑞穂（1953年 - ）
- 坂田靖子（1953年 - ）
- 魔夜峰央（1953年 - ）
- 沢田ユキオ（1953年 - ）
- 山本二三（1953年 - 2023年）
- ながいのりあき（1953年 - ）
- 小林よしのり（1953年 - ）
- 一川孝久（1953年 - ）
- 谷村ひとし（1953年 - ）
- 竜崎遼児（1953年 - ）
- 高橋よしひろ（1953年 - ）
- 前田俊夫（1953年 - ）
- 滝沢敏文（1953年 - 2015年）
- コジロー（1953年 - ）
- 宮下あきら（1953年 - ）
- 新田たつお（1953年 - ）
- うえだひでひと（1953年 - 2015年）
- 百瀬義行（1953年 - ）
- 車田正美（1953年 - ）
- 岸義之（1953年 - ）
- やすみ哲夫（1954年 - ）
- 鴫野彰（1954年 - 2024年）
- 星野之宣（1954年 - ）
- 広井王子（1954年 - ）
- 小谷憲一（1954年 - ）
- 陸奥A子（1954年 - ）
- 山本おさむ（1954年 - ）
- うえやまとち（1954年 - ）
- 中山星香（1954年 - ）
- 大島やすいち（1954年 - ）
- 湯田伸子（1954年 - 2016年）
- 大友克洋（1954年 - ）
- 渡辺みちお（1954年 - ）
- 小倉宏昌（1954年 - ）
- 笈川かおる（1954年 - ）
- 三浦みつる（1954年 - ）
- 田渕由美子（1954年 - ）
- 竜樹諒（1954年 - ）
- いわしげ孝（1954年 - 2013年）
- いがらしみきお（1955年 - ）
- 泉晴紀（1955年 - ）
- ひろき真冬（1955年 - ）
- 田中しょう（1955年 - ）
- 田村信（1955年 - ）
- 寺沢武一（1955年 - 2023年）
- 鳥山明（1955年 - 2024年）
- くらもちふさこ（1955年 - ）
- 笹生那実（1955年 - ）
- 佐々木淳子（1955年 - ）
- 大塚伸治（1955年 - ）
- 影山楙倫（1955年 - ）
- 平松伸二（1955年 - ）
- たかなししずえ（1955年 - ）
- 早坂未紀（1955年 - ）
- のむらしんぼ（1955年 - ）
- 金井たつお（1955年 - ）
- むつ利之（1955年 - ）
- はしもとみつお（1955年 - ）
- 剣名舞（1955年 - ）
- 室山まゆみ
  - 室山眞弓（1955年 - ）
  - 室山眞里子（1957年 - ）
- たなか亜希夫（1956年 - ）
- 三山のぼる（1956年 - 2007年）
- 長崎尚志（1956年 - ）
- 鍋島修（1956年 - ）
- 宮西計三（1956年 - ）
- 酒井美羽（1956年 - ）
- 花咲アキラ（1956年 - ）
- 高橋葉介（1956年 - ）
- 江口寿史（1956年 - ）
- 夢野一子（1956年 - ）
- 里見桂（1956年 - ）
- 笠原倫（1956年 - ）
- 清原なつの（1956年 - ）
- 吉田秋生（1956年 - ）
- 姫野美智（1956年 - ）
- 奥平イラ（1956年 - ）
- 宮崎まさる（1956年 - ）
- えんどコイチ（1956年 - ）
- 槇村さとる（1956年 - ）
- 平野俊弘（1956年 - ）
- ときたひろこ（1956年 - ）
- 松苗あけみ（1956年 - ）
- 大賀俊二（1956年 - ）
- 小椋冬美（1956年 - ）
- さべあのま（1956年 - ）
- 川三番地（1957年 - ）
- 野部利雄（1957年 - ）
- 柴門ふみ（1957年 - ）
- 楠みちはる（1957年 - ）
- 岩館真理子（1957年 - ）
- 山本康人（1957年 - ）
- 魚戸おさむ（1957年 - ）
- 近藤ようこ（1957年 - ）
- 逢坂みえこ（1957年 - ）
- 毛利和昭（1957年 - ）
- 平山智（1957年 - ）
- 亀垣一（1957年 - ）
- 高口里純（1957年 - ）
- 高橋留美子（1957年 - ）
- 高野文子（1957年 - ）
- ゆうきまさみ（1957年 - ）
- 後藤真砂子（1957年 - ）
- 鴨川つばめ（1957年 - ）
- 山科けいすけ（1957年 - ）
- 破李拳竜（1958年 - ）
- みうらじゅん（1958年 - ）
- とり・みき（1958年 - ）
- しげの秀一（1958年 - ）
- 奥脇雅晴（1958年 - ）
- 小林まこと（1958年 - ）
- 佐藤好春（1958年 - ）
- くさか里樹（1958年 - ）
- 新沢基栄（1958年 - ）
- 猿渡哲也（1958年 - ）
- 久住昌之（1958年 - ）
- 巻来功士（1958年 - ）
- 業田良家（1958年 - ）
- 大塚英志（1958年 - ）
- 寺島令子（1958年 - ）
- 次原隆二（1958年 - ）
- まつもと泉（1958年 - 2020年）
- 喜国雅彦（1958年 - ）
- 石川光久（1958年 - ）
- よしまさこ（1958年 - ）
- 杉浦日向子（1958年 - 2005年）
- 徳田ザウルス（1958年 - 2006年）
- 出渕裕（1958年 - ）
- 守村大（1958年 - ）
- 真柴ひろみ（1958年 - ）
- 大塚正実（1958年 - ）
- 望月智充（1958年 - ）
- 尼子騒兵衛（1958年 - ）
- 今泉伸二（1958年 - ）
- 本橋秀之（1958年 - ）
- 山本貴嗣（1959年 - ）
- 竹本泉（1959年 - ）
- 伊藤ゆう（1959年 - ）
- こせきこうじ（1959年 - ）
- 井上紀良（1959年 - ）
- 吉野朔実（1959年 - 2016年）
- 徳弘正也（1959年 - ）
- 北条司（1959年 - ）
- 板野一郎（1959年 - ）
- やくみつる（1959年 - ）
- 中村真理子（1959年 - ）
- 西尾大介（1959年 - ）
- 近藤和久（1959年 - ）
- 池野恋（1959年 - ）
- 片山まさゆき（1959年 - ）
- あろひろし（1959年 - ）
- 石渡治（1959年 - ）
- 荻野真（1959年 - 2019年）
- 寺沢大介（1959年 - ）
- 遊人（1959年 - ）
- 河合じゅんじ（1959年 - ）
- 原恵一（1959年 - ）
- 池田淳一（1959年 - ）
- 内田春菊（1959年 - ）
- 山下和美（1959年 - ）
- 藤原カムイ（1959年 - ）
- 大森英敏（1959年 - ）
- 細野不二彦（1959年 - ）
- 清水としみつ（1959年 - ）
- 波津彬子（1959年 - ）
- 森本晃司（1959年 - ）
- 須賀原洋行（1959年 - ）
- 善聡一郎（1959年 - ）
- 長岡康史（1959年 - ）
- 青沼貴子（1960年 - ）
- 浦沢直樹（1960年 - ）
- 永野護（1960年 - ）
- 岩田和久（1960年 - ）
- 樹なつみ（1960年 - ）
- 明智抄（1960年 - 2020年）
- 石川優吾（1960年 - ）
- 高岩ヨシヒロ（1960年 - ）
- 成田美名子（1960年 - ）
- 内田順久（1960年 - ）
- 佐藤順一（1960年 - ）
- なかいま強（1960年 - ）
- 岡崎つぐお（1960年 - ）
- 荒木飛呂彦（1960年 - ）
- 塀内夏子（1960年 - ）
- まついなつき（1960年 - 2020年）
- 小林誠（1960年 - ）
- 高寺彰彦（1960年 - 2019年）
- 菊池としを（1960年 - ）
- 岩明均（1960年 - ）
- 高橋陽一（1960年 - ）
- 片渕須直（1960年 - ）
- いましろたかし（1960年 - ）
- 渡辺多恵子（1960年 - ）
- 竹熊健太郎（1960年 - ）
- きうちかずひろ（1960年 - ）
- 石山東吉（1960年 - ）
- 吉田聡（1960年 - ）
- 梅津泰臣（1960年 - ）
- 三谷幸広（1960年 - ）
- ゆでたまご
  - 嶋田隆司（1960年 - ）
  - 中井義則（1961年 - ）
- 東元（1961年 - 2022年）
- 吉田徹（1961年 - ）
- 外薗昌也（1961年 - ）
- 桜玉吉（1961年 - ）
- 江川達也（1961年 - ）
- 蛭田達也（1961年 - ）
- 森秀樹（1961年 - ）
- 島本和彦（1961年 - ）
- 若林健次（1961年 - ）
- 鶴田謙二（1961年 - ）
- 斉藤富士夫（1961年 - ）
- 原秀則（1961年 - ）
- 三沢伸（1961年 - ）
- 日渡早紀（1961年 - ）
- 北爪宏幸（1961年 - ）
- 今川泰宏（1961年 - ）
- 佐藤宏之（1961年 - ）
- 所十三（1961年 - ）
- 原哲夫（1961年 - ）
- ふくやまけいこ（1961年 - ）
- 佐々木倫子（1961年 - ）
- 唐沢なをき（1961年 - ）
- 士郎正宗（1961年 - ）
- 高松信司（1961年 - ）
- 御童カズヒコ（1961年 - 2024年）
- 青木たかお（1961年 - ）
- 山下将仁（1961年 - ）
- 飯田史雄（1961年 - ）
- 安永航一郎（1962年 - ）
- 高橋幸二（1962年 - ）
- 佐野浩敏（1962年 - ）
- 垣野内成美（1962年 - ）
- 藤臣柊子（1962年 - ）
- 流水凜子（1962年 - ）
- 田中圭一（1962年 - ）
- 島崎譲（1962年 - ）
- 田村由美（1962年 - ）
- 森下裕美（1962年 - ）
- 木村直巳（1962年 - ）
- 原律子（1962年 - ）
- あさりよしとお（1962年 - ）
- 柊あおい（1962年 - ）
- 桂正和（1962年 - ）
- 恩田尚之（1962年 - ）
- 結城信輝（1962年 - ）
- わたなべぢゅんいち（1962年 - 2007年）
- 佐藤正（1963年 - ）
- あさいもとゆき（1963年 - ）
- 西村誠芳（1963年 - ）
- 麻宮騎亜（1963年 - ）
- 上條淳士（1963年 - ）
- 前田真宏（1963年 - ）
- 高田裕三（1963年 - ）
- 清水玲子（1963年 - ）
- 山本直子（1963年 - ）
- 岡村賢二（1963年 - ）
- 萩原一至（1963年 - ）
- 相原コージ（1963年 - ）
- 近藤勝也（1963年 - ）
- 逢坂浩司（1963年 - 2007年）
- 青山剛昌（1963年 - ）
- 水沢めぐみ（1963年 - ）
- 越智博之（1963年 - ）
- 桜沢エリカ（1963年 - ）
- 中島徹（1963年 - 2011年）
- 伊藤潤二（1963年 - ）
- 森木靖泰（1963年 - ）
- 河内実加（1963年 - ）
- 北久保弘之（1963年 - ）
- 岡崎京子（1963年 - ）
- 窪岡俊之（1963年 - ）
- 西村博之（1963年 - ）
- 望月峯太郎（1964年 - ）
- 水縞とおる（1964年 - ）
- にわのまこと（1964年 - ）
- 河合克敏（1964年 - ）
- 藤島康介（1964年 - ）
- 紡木たく（1964年 - ）
- 真船一雄（1964年 - ）
- いくえみ綾（1964年 - ）
- あだちつよし（1964年 - ）
- さくらももこ（1965年 - 2018年）
- 岡田あーみん（1965年 - ）
- 篠原保（1965年 - ）
- 石垣ゆうき（1965年 - ）
- 大張正己（1966年 - ）
- 山下明彦（1966年 - ）
- 田島昭宇（1966年 - ）
- うるし原智志（1966年 - ）
- よしもときんじ（1966年 - 2021年）
- ひうらさとる（1966年 - ）
- 藤原芳秀（1966年 - ）
- 八神ひろき（1966年 - ）
- 西炯子（1966年 - ）
- 磯光雄（1966年 - ）
- 大平晋也（1966年 - ）
- 松井雪子（1967年 - ）
- きたがわ翔（1967年 - ）
- さいとうちほ（1967年 - ）
- 山田芳裕（1968年 - ）